# Музыка Израиля
Музыка Израиля представляет собой неотъемлемую часть культуры Израиля. Археологические находки указывают, что музыкальная культура существовала на территории современного Израиля уже четыре тысячи лет назад. По-видимому, тогда она не отличалась от музыкальной культуры соседних народов. С развитием иудаизма в еврейских царствах сформировалась особая традиция храмовой музыки, которая после разрушения Второго Храма была частично сохранена в музыке синагогальной, развивавшейся как на территории Израиля, так и в диаспоре. Позднее в регионе господствовала общеарабская музыкальная традиция, оказавшая влияние на европейскую музыку в эпоху крестовых походов.
В конце XIX и начале XX века в еврейской общине Палестины в преддверии создания Государства Израиль формировалась новая культура, значительную часть которой составляли песни патриотического содержания, как на музыку народных и популярных песен Восточной Европы, так (позднее) и на оригинальную музыку, которая испытывала влияние классической еврейской, европейской и арабской музыкальных традиций. Накануне основания Израиля и в первые десятилетия его существования эти песни, так называемые «песни Земли Израиля», составляли важный пласт новой еврейской культуры. Позднее музыка Израиля стала более космополитичной, адаптируясь к мировым тенденциям, а также культурным традициям репатриантов из разных стран мира. К началу XXI века в Израиле существует развитая академическая музыка, разнообразные течения рока и эстрадной музыки, проводятся многочисленные национальные и международные музыкальные фестивали и конкурсы.

## Музыка на территории Израиля и Палестины в разные исторические периоды

### Музыка в библейский период
История музыкального искусства на территории современного Израиля начинается, по-видимому, со времён, предшествовавших приходу евреев в Землю Израильскую. Учитывая близкое родство культур средиземноморских и в частности семитских народов, Краткая еврейская энциклопедия высказывает предположение о близости музыки древнего Израиля и его соседей — финикийцев, египтян и месопотамцев, но при этом, отталкиваясь от принципиальных различий между монотеистами-евреями и другими народами региона, одновременно говорит и о возможных отличиях.
О музыке культур, предшествовавших еврейской или сосуществовавших с ней на территории современного Израиля, позволяют судить археологические находки. Так, среди археологических находок, сделанных в районе Мегиддо, — рисунок на плите, сделанный четыре тысячи лет назад и изображающий человека, играющего на струнном инструменте. Изображение было выполнено в ханаанейскую эпоху. Филистимлянский сосуд для благовонного масла, демонстрируемый в музее Ашдода, украшают четыре статуэтки музыкантов, играющих на разных инструментах. При раскопках филистимского Экрона был найден систр, а в Мегиддо — бронзовые кимвалы, датируемые 1200—1000 годами до новой эры, и гравюра того же периода на слоновой кости, среди фигур которой музыкант, играющий на лире.

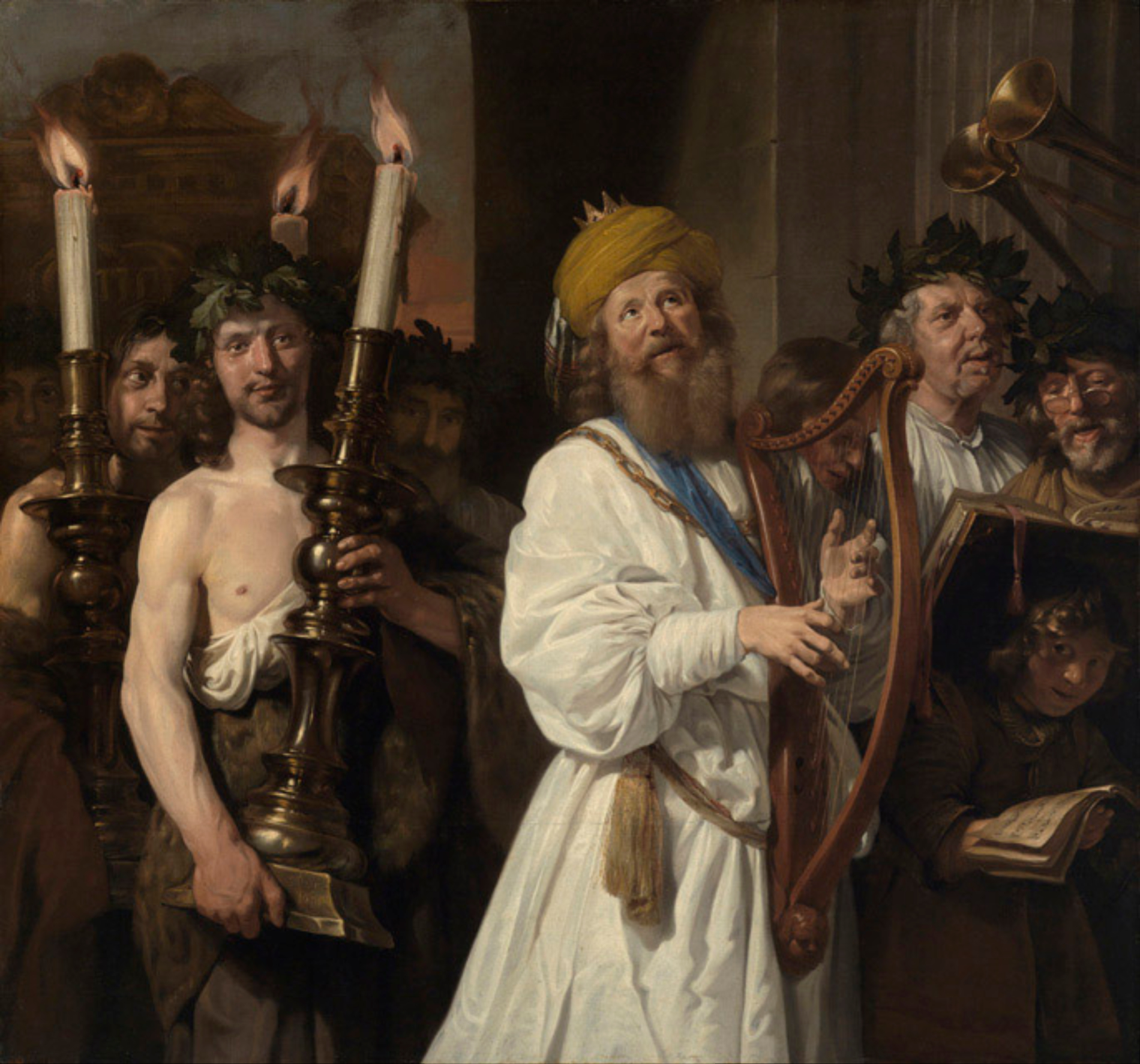
Царь Давид с арфой (киннором), художник Ян де Брай, 1670

В отличие от других культур, о еврейской музыке в древнем Израиле можно судить не только по археологическим находкам, но и по письменным свидетельствам. Несмотря на скупость упоминаний музыки в эпоху Первого Храма, на основании библейских источников можно говорить о важной роли, которую она играла в культуре древнего Израиля. Уже в Книге Бытия упоминается Иувал (Ювал), сын Ламеха, который «был отец всех играющих на гуслях и свирели» (Быт.4:21). Всего в Ветхом Завете упоминаются как минимум 24 различных музыкальных инструмента, относящихся к четырём основным группам, хотя в большинстве случаев соответствие современным инструментам только предположительно:
- идиофоны (ударные музыкальные инструменты, в которых источником звука служит сам корпус, — кимвалы, систры, колокольчики, погремушки)
- мембранофоны (ударные инструменты с натянутой кожей — барабаны или бубны)
- духовые музыкальные инструменты (свирель-угав, свистулька, труба-хацоцра, рожок и шофар, дошедший до современности в своём историческом виде; в эпоху Второго Храма были регламентированы три способа извлечения звуков из шофара при отправлении религиозных обрядов)
- струнные музыкальные инструменты (лира-киннор, арфа-невель, а позже, в эллинистический период, также псантрин, игра на котором, видимо, напоминала игру на гуслях; среди неидентифицированных инструментов — десятиструнный асор и семиструнный киннор, который принято считать родственным скрипке)[1][2].

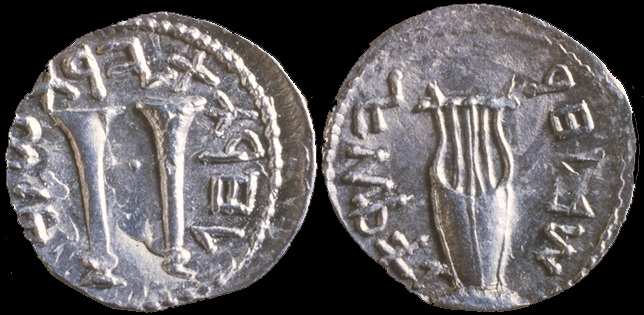
Монета Бар-Кохбы с изображением труб и лиры

По-видимому, основной задачей музыкальных инструментов был аккомпанемент при исполнении песен и мелодий голосом, а также чтении священных текстов. На это указывает часто встречающееся в иврите общее название клей зе́мер или клей шира́ (ивр. כלי זמר‎, כלי שירה‎, в русском переводе «инструменты для пения»). Согласно Библии, музыка стала частью храмового ритуала со времён царя Давида. Музыкантов обучали при храме, и впоследствии они выделились в самостоятельную категорию священнослужителей. Основным жанром ритуальной музыки являлся псалом, синкретический музыкально-поэтический жанр, первые образцы которого приписываются Давиду. К концу эпохи Второго Храма псалмы исполнялись тремя основными способами: сольным, хоровым (как один из вариантов которого уже тогда оформился антифон — «диалог» между двумя группами исполнителей) и респонсорным, представлявшим собой диалог между солистом и хором. Подробные описания храмовой службы этого периода, включая указание количества музыкантов, существуют в талмудической литературе, у Иосифа Флавия и в Кумранских свитках.

Отношение к музыке как к искусству среди евреев, однако, не всегда было положительным. Так, накануне вавилонского пленения и в его процессе духовные лидеры еврейского народа осуждали занятия музыкой, как недостойные народа в бедственном положении, и называли их одной из причин пленения:
...и цитра и гусли, тимпан и свирель и вино на пиршествах их; а на дела Господа они не взирают и о деяниях рук Его не помышляют. За то народ мой пойдет в плен непредвиденно...
Ис.5:12—13
Негативное отношение к музыке, в особенности инструментальной, как к отдельному искусству прослеживается и в поздних библейских источниках, в частности, в Книге Екклесиаста, где среди излишеств, которые позволял себе автор, перечислен и тот факт, что он завёл себе «певцов и певиц и услаждения сынов человеческих — разные музыкальные орудия» (Еккл.2:8). Это отношение было сохранено в среде религиозных евреев много веков спустя: так, в «Шулхан арух», своде правил и законов середины второго тысячелетия новой эры, содержится запрет на игру на музыкальных инструментах в субботу и праздники.

### Зарождение синагогальной музыки
После разрушения Второго Храма, бывшего центром культурной жизни (и музыки в том числе) еврейской общины на Земле Израиля, роль духовных центров перешла к «домам молитвы» — синагогам. Молитвы заняли место жертвоприношений, и духовная музыка вскоре была приспособлена к этим новым нуждам. Фактически, как следует из слов рабби Иехошуа бен Ханании, бывшего храмовым певцом, этот процесс начался ещё во время существования Второго Храма: хор певцов чередовал службы в Храме с пением в синагогах. Возможно, основы исполнения двух из наиболее древних псалмов, исполняемых в синагогах по настоящее время, — 91-го (в масоретской традиции 92-й) и 143-го (в масоретской традиции 144-й) — сохранили память о храмовом стиле исполнения псалмов. В отличие от храмовой литургии, синагогальная музыка была менее торжественной и величественной, но при этом располагала более богатой психологической и эмоциональной палитрой. В еврейской духовной музыке, исполняемой теперь в основном по субботам и праздникам, не осталось места музыкальным инструментам, которые надо было настраивать, что являлось запрещённой в субботу работой. На протяжении многих веков синагогальная музыка поэтому была полностью вокальной, а единственным инструментом, используемым в духовных целях, остался шофар, не нуждавшийся в настройке.
В синагогальной музыке второй половины первого тысячелетия новой эры развился жанр пиюта — музыкально-поэтического произведения гимнового характера. Имена лучших пайтанов — авторов и исполнителей пиютов — становились известны далеко за пределами их общин. В середине первого тысячелетия такими авторами были Иосе бен Иосе и Элазар Калир, а позднее — Саадия Гаон, Раши, Маймонид; в наследии крупнейшего средневекового еврейского поэта Иехуды Галеви насчитывается 350 пиютов.

Со временем в синагогах выработалась особая манера чтения священных текстов — мелодический речитатив, известный также как кантилляция или псалмодия. Псалмодическое пение отличалось от мирского сдержанностью и строгостью, хотя допускало импровизацию и мелизматику. В диаспоре сложились три основных псалмодических стиля: ашкеназский, сефардский и йеменский (Краткая еврейская энциклопедия называет его самым ранним и консервативным из трёх, хотя ещё в XIX веке британский исследователь Фрэнсис Коэн высказывал мнение, что меньше всего изменился до наших дней ашкеназский стиль, который в наименьшей степени испытывал влияние музыки окружающих народов). К VIII—IX веку в синагогах появляется должность хазана (или кантора), в чьи обязанности входило пение молитв от имени всей общины. Обязанности хазана, так же, как профессиональные секреты и традиции, быстро стали передаваться по наследству, и в итоге хазаны сформировали почти замкнутую касту. В рамках хазанута (искусства синагогального пения) были созданы и закреплены ладо-мелодические модели для основных молитв (аналог макамов в мусульманской духовной традиции), на основе которых хазаны могли импровизировать. На эти же основные мотивы («Ахава рабба», «Иштаббах», «Адошем малах», «Якум пуркан» и другие) исполнялись и другие молитвы и тексты. Еврейская духовная музыка оказала влияние на формирование ранней христианской духовной музыкальной традиции; современные исследователи (а также более ранние, такие как В. В. Стасов, писавший на эту тему в XIX веке) прослеживают родство григорианских распевов с вавилонскими и йеменскими псалмодиями. Одним из важнейших авторов византийских церковных гимнов стал Роман Сладкопевец — крещёный еврей из Сирии, творивший в VI веке и впоследствии канонизированный. В более поздние исторические периоды, однако, тенденция меняется, и уже еврейская духовная и светская музыка испытывает сильное влияние музыки тех народов, среди которых проживали евреи диаспоры.

Образец еврейской кантилляционной записи (выделена синим)

Во второй половине первого тысячелетия новой эры в еврейских общинах предпринимаются попытки записи псалмодических напевов. Кантилляционные знаки — невмы — были заимствованы у византийцев, начавших разработку нотного письма раньше, в V веке. Система записи видоизменялась до X века, пока масоретами в Тверии не был разработан её окончательный вариант, известный как те‘амей ха-микра.

### Музыка арабской Палестины
Культура Палестины под властью Халифата, после его раскола — арабских государств, а позднее Османской империи, в целом была схожей с культурой окружающих арабских стран. Это же относится и к палестинской арабской музыке. Для крестьян-феллахов, ведших оседлый образ жизни, были характерны трудовые песни, сопровождавшие работу в поле и на оливковых плантациях, рыбную ловлю и выпас скота. До появления профессиональных певцов-исполнителей народные песни Палестины, как правило, не имели постоянного текста; исполнитель сочинял слова экспромтом, накладывая новый текст на один из традиционных ритмических рисунков. Наиболее распространённые жанры народных песен в Палестине — атаба (англ. Ataaba) и далона (англ. Dal'ona); для обоих жанров характерен четырёхстрочный куплет, три первых строки которого заканчиваются омофонично.
Музыкальные инструменты Палестины, сер. XIX в.
Особняком стояла свадебная музыка, в частности, дабке — коллективный танец, распространённый в странах Леванта. Этот танец часто сопровождается исполнением далоны, а также ещё одного вида народных песен — зариф эт-тул. Другие традиционные свадебные песни Палестины — саджа и загарит; во время свадебных процессий исполняется песня-мхораби (mḥorabih), для которой характерны медленный темп и импровизированный текст из отдельных двенадцатисложных строк или рифмующихся двустиший по восемь слогов в строке. Отдельную группу составляют песни, традиционно исполняемые во время церемонии бритья жениха. Среди использовавшихся инструментов были струнные канун (родственный цитре), уд (близкий к лютне) и ударные дарбука, нагара, даф и кастаньеты.
Народная музыка Палестины, как и других арабских территорий, долгое время не вызывала интереса исследователей: арабские учёные не придавали значения текстам на разговорном арабском языке (в противовес литературному). Поэтому первые сборники палестинских народных песен были составлены только в начале XX века западными исследователями: вначале в 1901 году немецкий профессор Густав Дальман издаёт сборник свадебных и прочих народных песен «Palästinischer Diwan», а затем в 1932 году выходит работа финского учёного Аапели Саарисало «Песни друзов».
В XIX и начале XX века с народной музыкой в Палестине сосуществовало творчество профессиональных арабских музыкантов и композиторов. Из числа последних можно выделить братьев Мухаммада и Ахмеда Флейфелей, выходцев из Ливана, чью музыку изучали в школах Палестины, Сирии и Ливана в первой половине XX века. Среди их творчества — песни на слова палестинского поэта Ибрагима Тукана, а также ливанских и сирийских поэтов. В самой Палестине в этот период работали два арабских композитора, которые писали песни для школьных хоров и оркестров, — Сальвадор Арнита (1914—1984) и Юсеф Батрони. Центром арабской музыкальной культуры в Палестине накануне создания Государства Израиль был Бирзейтский колледж, где преподавал Арнита.

### Музыка крестовых походов
В Средние века Святая земля стала ареной политических и военных конфликтов между арабами-мусульманами и европейцами-католиками, на некоторое время создавшими на её территории государства крестоносцев. К этому периоду относится создание музыкальных произведений в западноевропейской традиции, связанных с крестовыми походами. До настоящего времени эти произведения дошли в основном как часть репертуара трубадуров и труверов.
Одна из первых известных песен времён крестовых походов, «Jerusalem mirabilis», написана на латыни в лиможском монастыре Святого Марциала и содержится в сборнике, датируемом 1139 годом. Текст песни, написанной, по-видимому, к Первому крестовому походу в 1095 году, сродни проповеди и призывает к походу в Святую землю, где родился Иисус:

Мы должны идти туда,

продать своё добро,

чтобы обрести Храм

и уничтожить сарацин.
Оригинальный текст (лат.)Illic debemus pergere

nostros honores vendere

templum dei adquiere

Sarracenos destruere.

Среди других относительно ранних песен о крестовых походах — написанная неизвестным автором в 1146 году «Chevalier, mult estes guariz», содержащая призыв поддержать короля Людовика VII в организации Второго крестового похода и отомстить за потерянную в 1144 году Эдессу. В песне двенадцать коротких строк (по восемь слогов вместо обычных 10—11), которые завершает рефрен: «Что бояться ада тому, кто идёт за Людовиком? Его душа наверняка будет жить в раю с ангелами Господними». Большинство известных песен, посвящённых крестовым походам, однако, написаны позже, начиная с конца XII века. Среди них выделяется песня Вальтера фон дер Фогельвейде «Allererst lebe ich mir werde», известная также как «Палестинская песня» (нем. Palästinalied). Эта песня — одно из немногих произведений фон дер Фогельвейде, для которых сохранилась нотная запись, — была, видимо, написана в 1224 или 1225 году, когда император Фридрих II Гогенштауфен собирал армию для очередного крестового похода, и представляет собой синтез традиционной трубадурской мелодии и григорианского гимна. В песне говорится о том, что, хотя на Святую землю заявляют права и христиане, и иудеи, и мусульмане, именно христианское дело правое.

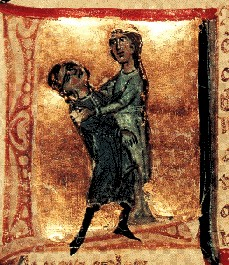
Жофре Рюдель умирает на руках Годьерны Триполитанской (миниатюра XIII века)

Помимо жанра песен-призывов и проповедей, получил распространение жанр любовной песни-прощания, примером которой может служить приписываемая Конону из Бетюна «He Amours! con dure departie», повествующая о том, как влюблённый разрывается между возлюбленной и обетом участвовать в крестовом походе. Интересным образцом творчества труверов является также любовная песня, исполнявшаяся от имени девушки, возлюбленный которой отправился в крестовый поход. Встречаются также песни, в том числе авторства того же Конона из Бетюна, выражающие критику власть имущих за их поведение, связанное с походами; так, в песне «Bien me deiisse targier» порицается Филипп II Август, собравший налог на крестовый поход, а потом истративший его на борьбу с королём Англии.
Хотя большинство известных песен, посвящённых крестовым походам, по-видимому, были написаны в Европе, встречаются и исключения. Известно, что трубадур Жофре Рюдель был участником Второго крестового похода, в ходе которого и скончался около 1147 года. Его песню «Lanquan li jorn», по мнению некоторых исследователей, использовал Вальтер фон дер Фогельвейде при написании своей «Палестинской песни». Другая известная песня, «En chantant veil mon duel faire», была написана крестоносцем Филиппом де Нантеем, попавшим в плен в Сирии в конце 1239 года. В песне оплакивается гибель двух других знатных крестоносцев, бросаются упрёки тамплиерам и госпитальерам, не пришедшим на помощь его отряду, и содержится просьба о выкупе. Ещё одна песня, по-видимому, написанная и исполненная в Палестине, «Nus ne porrois de mauvais raison», обращается к королю Людовику IX и другим крестоносцам, стоявшим лагерем в Акре, с мольбой не отказываться от начатого дела и не возвращаться домой.
Помимо непосредственного музыкального наследия государств крестоносцев, их возникновение и последующее падение привели к более глубокому соприкосновению западной и восточной культур. В частности, исламское влияние на европейскую культуру в этот период выражается в проникновении в католический мир некоторых форм стихосложения, а также распространении сначала в государствах крестоносцев, а затем и в Европе арабской военной музыки, исполняемой оркестрами, состоящими из ударных и духовых инструментов. Европейцы, вначале шокированные «шумом» военных оркестров, в итоге ввели их в обиход и усовершенствовали инструменты. В качестве примера можно привести сохранившиеся до наших дней фанфары, название которых, вероятно, представляет собой искажённое арабское «анфар» (трубы).

### Музыка еврейского ишува: с конца XIX века до Второй мировой войны
Новый этап музыкальной культуры на территории будущего Израиля начался в последние два десятилетия XIX века, когда в Палестину, в то время входившую в состав Османской империи, начали прибывать переселенцы-сионисты из Европы. В Палестине под влиянием идеологии сионизма начала формироваться новая, отличавшаяся от галутной, еврейская культура, объединявшая выходцев из разных стран рассеяния, центральными составляющими которой были литература на иврите и так называемые «песни Земли Израиля» (ивр. שירי ארץ ישראל‎). Песни Земли Израиля фактически представляли собой новые ивритские тексты, положенные на музыку популярных песен России и стран Восточной Европы. В этом же стиле сочинялись и новые песни. Такие песни обычно имели простую структуру, для них были характерны двудольный метр и часто минорная тональность. Традиционными инструментами при исполнении таких песен были гитара, аккордеон или фортепиано. Новые композиции постепенно начали включать ближневосточные музыкальные элементы, в первую очередь позаимствованные у йеменских евреев. Тексты песен часто были посвящены жизни в Палестине, а авторы новых песен использовали для них тексты ведущих поэтов, писавших на иврите, — таких как Бялик. Эта разновидность музыки получила широкое распространение в еврейских сельскохозяйственных поселениях в Палестине (прежде всего в кибуцах). Некоторые из этих песен сопровождались специально для них сочинёнными танцами. У истоков танцевального искусства в ишуве стоял Барух Агадати (Каушанский), в чьих произведениях, по наблюдению Йосси Тавора, «сверхсовременный кубизм причудливо сочетался с хасидской пляской и образом кочевника-бедуина». Агадати был автором танца «Хора», написанного по заказу театра «Оэль» в 1924 году и считающегося первым израильским народным танцем.
Среди наиболее популярных песен периода Первой алии были «Хушу, ахим, хушу» (ивр. חושו, אחים, חושו‎ — «Спешите, братья, спешите») И. Пинеса на мелодию русской плясовой и «Ха-Тиква» (ивр. התקוה‎ — «Надежда») на слова Нафтали Имбера и музыку Шмуэля Коэна, использовавшего молдавскую народную мелодию. «Ха-Тиква» после образования Государства Израиль стала национальным гимном. Первые полностью оригинальные песни появились в годы Второй алии. Среди них были «Мишмар ха-Ярден» (ивр. משמר הירדן‎ — «Страж Иордана») А.-Ц. Идельсона на слова Имбера и «Аль сфат Киннерет» (ивр. על שפת כנרת‎ — «На берегу Киннерета») Х. Карчевского на слова Я. Фихмана. Отдельно можно отметить развёрнутую Идельсоном с 1910 по 1913 год масштабную работу по сбору народной еврейской музыки, результаты которой были позже опубликованы в десятитомной монографии «Сокровищница мелодий восточных евреев» (нем. Hebräisch-Orientalischer Melodienschatz).

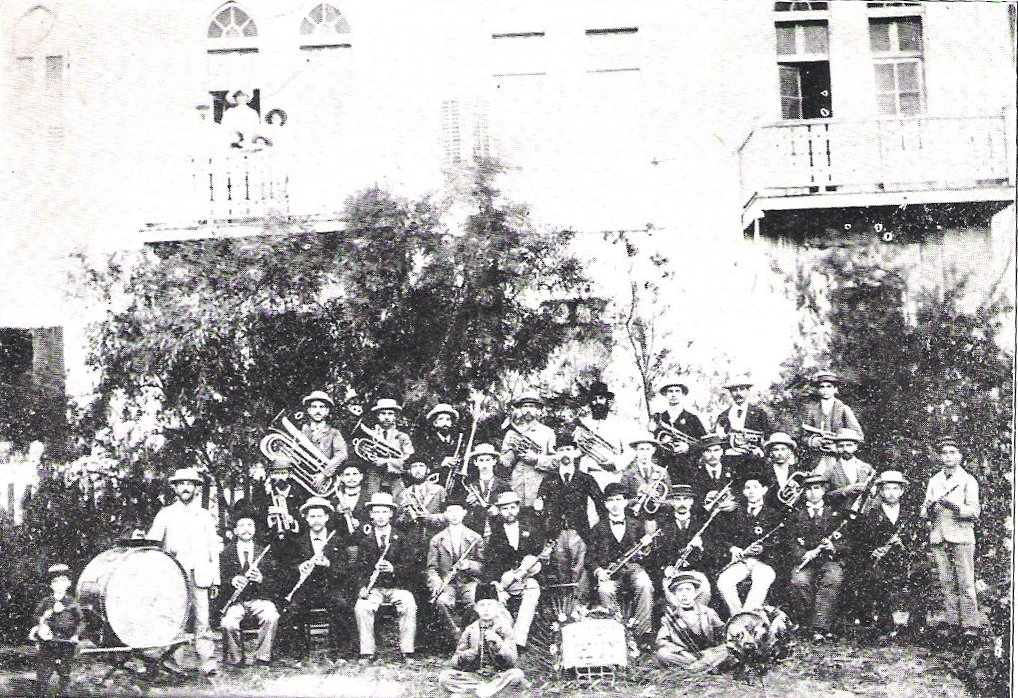
Оркестр Ришон-ле-Циона, 1899 год

Параллельно с созданием нового песенного направления в Палестине начинают развиваться новые еврейские музыкальные организации. Уже в 1895 году в Ришон-ле-Ционе был создан первый любительский оркестр, состоявший в основном из исполнителей на духовых инструментах, а также двух-трёх скрипачей. Этот оркестр играл в том числе и на торжественной встрече вдохновителя светского сионизма Теодора Герцля, посетившего Ришон-ле-Цион в 1898 году, и на конференции сионистских лидеров в Зихрон-Яакове в 1904 году. Примеру Ришон-Ле-Циона последовали Зихрон-Яаков и Петах-Тиква, где в начале XX века появились местные оркестры. В 1904 году в Яффе было основано музыкально-просветительское общество «Скрипка Сиона», филиал которого открылся в 1908 году в Иерусалиме. Общество на протяжении трёх лет спонсировало концерты по всей Палестине и поддерживало существование любительского оркестра из 15 человек в Иерусалиме.
Во втором десятилетии XX века Авраам-Цви Идельсон, уже создавший к этому времени в Иерусалиме ряд любительских взрослых и детских хоров, основал Институт еврейской музыки, а затем открытую для представителей всех религий музыкальную школу, первый публичный концерт учеников которой состоялся в марте 1919 года. Ещё несколько музыкальных школ в это десятилетие открылись как в Иерусалиме, так и в Тель-Авиве («Консерватория Шуламит» в 1910 и «Бейт-левиим» в 1914 году) и в Хайфе. В конце Первой мировой войны в Эйн-Хароде, Тель-Авиве, Петах-Тикве и Ришон-ле-Ционе основаны еврейские народные хоры. С 1921 года в Тель-Авиве работал магазин фортепиано. Другой музыкальный магазин, продающий доставленные из Европы ноты и инструменты, открыл в Яффе преподаватель Еврейской гимназии «Герцлия». Гимназия, основанная в 1905 году в Яффе и позже перенесённая в Тель-Авив, стала одним из центров еврейской музыкальной жизни в ишуве. Среди её преподавателей был композитор Ханина Карчевский, создавший в ней оркестр и хор, исполнявшие народные песни и классические произведения. Песня Карчевского «По бе-эрэц хэмдат авот» (ивр. פה בארץ חמדת אבות‎ — «Здесь, в стране отцов желанной…») на слова его коллеги И. Душмана, написанная в 1912 году, стала гимном «Герцлии».
| Ежегодные продажи пианино в Палестине (1928-1941)                                             | Ежегодные продажи пианино в Палестине (1928-1941) | Ежегодные продажи пианино в Палестине (1928-1941)                                                         | Ежегодные продажи пианино в Палестине (1928-1941) | Ежегодные продажи пианино в Палестине (1928-1941) |
| --------------------------------------------------------------------------------------------- | ------------------------------------------------- | --- | ------------------------------------------------- | ------------------------------------------------- |
| 1928                                                                                          |                                                   | | 119                                               |                                                   |
| 1929                                                                                          |                                                   | | 129                                               |                                                   |
| 1930                                                                                          |                                                   | <div style="background:; width:Ошибка выражения: неожидаемый оператор /px; height:17px; overflow:hidden"> | N/A                                               |                                                   |
| 1931                                                                                          |                                                   | | 67                                                |                                                   |
| 1932                                                                                          |                                                   | | 95                                                |                                                   |
| 1933                                                                                          |                                                   | | 216                                               |                                                   |
| 1934                                                                                          |                                                   | | 294                                               |                                                   |
| 1935                                                                                          |                                                   | | 372                                               |                                                   |
| 1936                                                                                          |                                                   | | 101                                               |                                                   |
| 1937                                                                                          |                                                   | | 148                                               |                                                   |
| 1938                                                                                          |                                                   | | 58                                                |                                                   |
| 1939                                                                                          |                                                   | | 54                                                |                                                   |
| 1940                                                                                          |                                                   | | 70                                                |                                                   |
| 1941                                                                                          |                                                   | | 21                                                |                                                   |
| источник: J. Hirschberg. Music in the Jewish Community of Palestine, 1880-1948. 1996, p. 114. |                                                   | |                                                   |                                                   |

Дальнейшее развитие музыкальная культура ишува получила в 1920-е и 1930-е годы, с прибытием Третьей и Четвёртой алии, в составе которых были музыканты и композиторы, получившие образование в Центральной и Западной Европе и знакомые с новейшими течениями в музыке. В 1922 году в Иерусалиме была поставлена опера Идельсона «Ифтах», а уже на следующий год в Тель-Авиве сформировалась первая постоянная оперная труппа под руководством Мордехая Голинкина, функционировавшая до 1928 года. За время существования труппа поставила в переводе на иврит 20 опер, в том числе на библейские мотивы (в частности, «Самсона и Далилу» Сен-Санса) и на темы еврейской истории («Маккавеев» Антона Рубинштейна и «Жидовку» Галеви). В 1926 году открыт Институт по распространению музыки, а в конце десятилетия в Палестине были организованы гастроли ведущих еврейских музыкантов мира — Яши Хейфеца, Бронислава Губермана, Артура Рубинштейна, Йоселе Розенблата. Во второй половине 1930-х годов в Палестине работал иммигрировавший из Германии Стефан Вольпе — известный композитор-авангардист, чей стиль оказал влияние как на кибуцную музыку, так и на программу недавно открывшейся Иерусалимской консерватории. Однако трудный характер Вольпе вскоре привёл к трениям между ним и его коллегами по консерватории, и уже в 1939 году он уехал в США.
Приток в Палестину профессиональных музыкантов привёл к борьбе за немногочисленные рабочие места, и уже в середине 1920-х годов был сформирован Профсоюз работников искусства, объединивший более 60 музыкантов, включая примерно 20 % женщин. Профсоюз боролся за контракты для своих членов на участие в торжественных мероприятиях и за рабочие места в музыкальных коллективах театров и кафе. В определённый момент его руководство даже подало петицию, предлагавшую оповестить музыкантов в Польше (откуда шёл основной приток исполнителей в эти годы) о том, что в Палестине они не смогут найти работу, и тем самым предотвратить прибытие новых конкурентов. Такое предложение шло вразрез с идеологией сионизма и было отвергнуто, хотя в итоге был достигнут компромисс, предусматривавший ограничение на выдачу въездных виз музыкантам сроком на один год. Профсоюз также пытался воспрепятствовать демонстрации в палестинских кинотеатрах звуковых фильмов, которым больше не требовался аккомпаниатор; официальным предлогом было то, что фильмы на иностранных языках мешают укоренению иврита.
В 20-е годы в палестинских городах, в большей степени ориентированных на Запад, чем кибуцы и мошавы, пережили расцвет театры ревю и кабаре. Первым из популярных заведений массовой культуры в Тель-Авиве стал театр ревю «Ха-Кумкум» (ивр. הקומקום‎ — «Чайник»), основанный в 1927 году репатриантами из Венгрии Артуром Кёстлером, Авигдором Хамеири и Робертом Донатом. Первая программа театра, где за основу были взяты интеллектуальные традиции будапештского театра кабаре, не принесла успеха, и организаторы переключились на модель варьете со слабосвязанными короткими скетчами и песнями более легкомысленного содержания. Часть номеров содержала сатиру на британские мандаторные власти и сионистское руководство, что в итоге привело к расколу в труппе и созданию конкурирующего театра «Ха-Матате» (ивр. המטאטא‎ — «Метла»), проработавшего до 1952 года. С «Ха-Матате» сотрудничали в 30-е годы такие авторы, как Леа Гольдберг, Авраам Шлёнский и в особенности Натан Альтерман, а из композиторов — Нахум Нарди, Моше Виленский и Даниэль Самбурский. Ведущим исполнителем был популярный певец Йосеф Голанд. Помимо оригинальных произведений, репертуар театра содержал и адаптации — например, в 1935 году со сцены «Ха-Матате» прозвучала песня «Рина» (другое название — «Романс на скамейке»), представлявшая собой ивритскую адаптацию песни «Сердце» из кинофильма «Весёлые ребята». Популярная музыка в городах исполнялась также в кафе. Одним из первых заведений подобного рода, во многом определившим облик улицы Алленби — центральной улицы Тель-Авива, стало кафе «Ливанский снег». В кафе «Плиц» играл живой оркестр и выступали известные артисты кабаре. Кафе «Казино», открывшееся на набережной Тель-Авива в 1933 году, предоставляло верхний этаж в качестве танцплощадки, и в нём каждый вечер играли одновременно два оркестра — по одному на каждом этаже.
С 1927 года в Палестине предпринимаются попытки создания профессиональных оркестров — симфонических и камерных (в качестве примеров могут быть названы еврейско-английский Палестинский симфонический оркестр и чисто еврейское Палестинское филармоническое общество). Первый долгосрочный успех в этом направлении был достигнут, когда в 1936 году дал первый концерт Палестинский филармонический оркестр (в наше время Израильский филармонический оркестр), инициатором создания которого был переехавший в Палестину Бронислав Губерман. В составе оркестра были собраны сильные европейские исполнители-евреи, уволенные из германских и других европейских оркестров из-за роста национализма и антисемитизма. Первым концертом нового оркестра дирижировал Артуро Тосканини, а в 1939 году две серии концертов провёл известный немецкий дирижёр, противник нацистского режима Герман Шерхен. Репертуар оркестра в первое десятилетие его работы отражал вкусы его создателей и руководства: от 40 до 50 процентов произведений в нём составляли работы немецких и австрийских романтиков и Бетховена и ещё по 10-20 процентов — более ранняя классика и произведения французских и итальянских романтиков. Тем не менее, за десять лет оркестр исполнил 116 новых произведений палестинских авторов и около трёхсот произведений современных еврейских композиторов из Европы, в первую очередь Блоха. В 1936 году при недавно открывшейся радиостанции «Коль Иерушалаим» (после основания государства — «Коль Исраэль») также был создан струнный квартет, позже расширенный до малого симфонического оркестра (в настоящее время — Иерусалимский симфонический оркестр радио и телевидения). Свой первый концерт этот оркестр дал в 1937 году под управлением дирижёра Михаэля Таубе.
Развивалась и песенная культура ишува, в которой сосуществовали восточноевропейская музыкальная традиция и музыкальное наследие восточных евреев. Композиторы из Центральной Европы, не связанные корнями с восточноевропейской музыкальной традицией, оказались более чуткими к местному колориту, и к концу 1930-х годов в ишуве сформировалась так называемая Восточно-средиземноморская музыкальная школа, представители которой использовали в своей работе как библейские сюжеты, так и арабскую музыкальную стилистику. Яркой представительницей восточного стиля в музыке ишува была в 1930-е годы певица Браха Цфира, чей творческий почерк сформировался под влиянием композитора Нахума Нарди. Во второй половине 1930-х годов иммигрировавший из Германии музыковед и лингвист Роберт Лахман подготовил для Палестинского радио цикл передач под названием «Восточная музыка», которые были посвящены как еврейской, так и арабской (христианской и мусульманской) музыке Палестины, образцы которой Лахман собирал с 1935 года.
Среди авторов песен 20-х годов были композиторы Иммануэль Амиран (Пугачёв), Иммануэль Замир и Йедидья Адмон. В 1930-е годы большую популярность в ишуве приобрели песни Даниэля Сабурского на слова Натана Альтермана из снятого при поддержке Еврейского национального фонда фильма «К новой жизни». Одним из популярных жанров были «календарные» песни, приуроченные к определённым сезонам и праздникам и адресованные прежде всего детям и молодёжи. С 1924 года в Палестине работал композитор Йоэль Энгель, приехавший из Советского Союза. Энгель писал театральную музыку и песни (особенно популярными были его песни «Агванийот» (ивр. עגבניות‎ — «Помидоры») и «Нуми, нуми, ялдати» (ивр. נומי נומי ילדתי‎ — «Спи, спи, доченька»)), руководил вокальными и инструментальными коллективами. Энгель скончался в 1927 году. Композитор Мордехай Зеира (Дмитрий Гребень) репатриировался с Третьей алиёй из Киева. Первой известной песней этого автора стала «Шир ха-Решет» (ивр. שיר הרשת‎ — «Песня сети») об электростанции на реке Иордан. Интересно, что основной работой этого автора оставалась канцелярская должность в Палестинской электрической компании, а музыкальной деятельностью он занимался в свободное время. Популярность песен Земли Израиля не в последнюю очередь была связана с распространением в кибуцах, а позже, уже в 1970-е годы, и среди горожан одной из форм досуга — коллективного или хорового пения, «шира бэ-цибур» (ивр. שירה בציבור‎).
В 1933 году вышли первые музыкальные записи фабрики «Ахва», открывшейся на окраине Тель-Авива. Пластинки выпускались из покрытого шеллаком картона и быстро приходили в негодность, но тем не менее «Ахва» выпустила ряд дисков таких исполнителей, как Йосеф Голанд и Браха Цфира.

### Накануне создания Государства Израиль и в первые десятилетия независимости

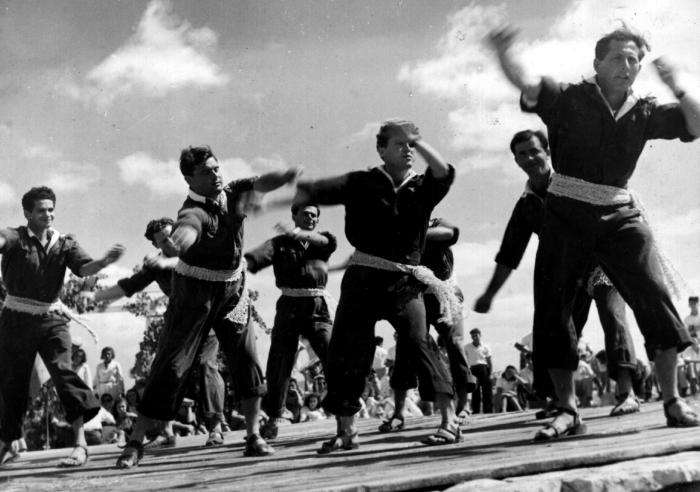
Танцевальный фестиваль в кибуце Далия, 1951 год

Музыкальные организации продолжали возникать в Палестине и в годы Второй мировой войны, и в послевоенный период, напрямую предшествующий созданию Государства Израиль, несмотря на сложную внутриполитическую обстановку, а затем и полноценные боевые действия (в период гражданской войны в Палестине, когда дороги обстреливались и перекрывались арабскими отрядами, Палестинский филармонический оркестр передвигался от одного населённого пункта к другому на бронированных автобусах). В 1942 году основана Тель-Авивская камерная капелла (в настоящее время Тель-Авивский филармонический хор), а в 1947 году — оперный театр в Тель-Авиве, просуществовавший до 1982 года. В том же году начала выпуск грамзаписей фирма «Хед Арци». К 1952 году её продукция включала синглы таких популярных исполнителей, как Яффа Яркони, Шошана Дамари, Исраэль Ицхаки, Шимшон Бар-Ной и Фредди Дура, а также канторское пение и арабскую музыку (в исполнении египетской певицы Лайлы Мурад). «Хед Арци» оставалась лидером израильской звукозаписи и в 1960-е годы. При Еврейском университете в Иерусалиме был открыт Институт еврейской музыки, руководительницей которого стала Эдит Герзон-Киви; начало работу музыкальное издательство «Сифрия мусикалит» (ивр. ספריה מוסיקלית‎ — «Музыкальная библиотека»). После основания государства и создания Армии обороны Израиля был организован оркестр АОИ, а также военные музыкальные ансамбли. В 1940-е годы прошли первые песенные фестивали — в Гиват-ха-Шлоша (1942 год) и в Эйн-Хароде (в 1944 и 1947 годах); в 1950-е годы эта традиция была продолжена, когда в 1952, 1953 и 1955 годах прошёл хоровой фестиваль «Зимрия»; к началу 60-х годов этот фестиваль, к этому времени проводящийся раз в три года, приобрёл статус международного, собирая участников из более чем двадцати стран. С 1943 года проходит фестиваль камерной музыки в кибуце Эйн-Гев, программа которого на более поздних этапах была расширена, включая в себя, в частности, балет и музыкальный фольклор, а сам фестиваль получил статус международного. В 1944 году прошёл первый фестиваль народного танца в кибуце Далия, в котором участвовали 200 танцоров; этот фестиваль проводился ещё пять раз — в последний раз в 1968 году. В первое десятилетие после основания государства начал работу Хайфский симфонический оркестр, а несколько позже — Израильский камерный оркестр и беэр-шевская «Симфониетта».
Начиная с 1938 года в Палестине, а затем в Израиле работал композитор, музыковед и виолончелист Иоахим Стучевский, параллельно с творчеством исполнявший обязанности инспектора Национального Совета по делам музыкального образования. Композитор Марк Лаври, новатор музыкального искусства в Палестине, в 1937 году создал одно из первых в ишуве программных симфонических произведений — поэму «Эмек» (ивр. עמק‎ — «Долина»), а в 1945 году — первую оперу на израильский сюжет, «Дан ха-Шомер» (ивр. דן השומר‎ — «Охранник Дан»). Начиная со второй половины 1940-х годов наступает плодотворный творческий период в карьере Йозефа Таля, за десять лет до этого репатриировавшегося из Германии. Таль — автор симфоний, концертов для оркестра, хореографической поэмы «Эксодус» (1947), кантаты «Радость матери» (1949). Он же стал пионером электронной музыки в Израиле, создав в 1960 году поэму «Исход из Египта». На 50-е годы приходится зенит творчества Абеля Эрлиха, одного из наиболее плодовитых композиторов Израиля, в общей сложности создавшего около 2500 произведений; в 1953 году вышло его самое известное произведение — скрипичная пьеса «Башрав» (ивр. בשרב‎ — «В зной»). Из других ведущих авторов, работавших в этот период, можно назвать писателя и композитора Макса Брода; композитора и дирижёра Пауля Бен-Хаима, бывшего одним из самых ярких представителей восточно-средиземноморской школы, что особенно проявлялось в его поздних произведениях — таких как Третья симфония и «Гимн из пустыни»; альтиста Эдена Партоша, позже ставшего директором иерусалимской Академии музыки и танца имени Рубина; и Мордехая Сетера (Староминского) — автора монументальной оратории для чтеца, трёх хоров и симфонического оркестра «Тиккун Хацот» (ивр. תקון חצות‎ — «Полуночное бдение»).
Наиболее популярны в Израиле были композиторы-песенники, такие как Саша Аргов и Моше Виленский, начинавшие с сочинения песен для армейских ансамблей, а впоследствии писавшие музыку для кино, театра и эстрады (в частности, постоянной исполнительницей песен Виленского была Шошана Дамари), а также Наоми Шемер — автор песни «Золотой Иерусалим», написанной накануне Шестидневной войны.
Годы перед созданием Государства Израиль и первые десятилетия после его создания характеризуются высоким уровнем национального самосознания среди составлявших большинство его населения евреев. Профессор Иерусалимского университета Иехоаш Гиршберг различает «коллективистский», «индивидуалистический» и «народный» национализм как разные ветви господствующей идеологии. Приверженцы первого, принципы которого сформировал Александр Урия Боскович — один из лидеров восточно-средиземноморской школы и автор «Семитской сюиты», полагали, что израильская музыка должна принципиально отличаться от музыки галута, отказываясь от европейских традиций и смыкаясь с арабскими и левантийскими музыкальными традициями. С точки зрения носителей этих взглядов, возвращение евреев в Землю Израильскую обусловлено исторически, и композитор должен поставить свой талант на службу делу возрождения нации, как народный представитель. Сторонники индивидуалистических взглядов, такие как Йозеф Таль и автор симфонических вариаций «Двенадцать колен Израилевых» Эрих Вальтер Штернберг, полагали, что единственный, перед кем несёт ответственность композитор, — это он сам, и никакие конкретные традиции не должны сковывать его творчества. Наконец, представители народного национализма (в том числе Марк Лаври) естественным образом стремились к упрощению музыкального языка и подстраивались под часто непритязательные вкусы аудитории. Все эти авторы были иммигрантами, причём большинство из них не собирались ехать в Палестину до начала гонений на евреев в Европе; когда же они туда попали, оказалось, что от них ожидается, что они станут создателями принципиально новой национальной культуры. Напротив, израильские композиторы второго поколения уже были уроженцами ишува или репатриировались ещё детьми. Творчество композиторов этого и последующих поколений впитало космополитичные настроения, характерные для западной послевоенной культуры, а сами они отвергли поиск уникального израильского стиля как провинциальный. Тем не менее, и в 1960-е годы, и позже в Израиле продолжаются поиски синтеза европейской и арабской музыки.

## Современная израильская музыкальная культура

### Государственная поддержка израильской музыки
Если продвижение иврита как языка вещания с самого начала было одной из центральных задач израильского Управления общественного вещания, то музыкальные программы на радио долгое время оставались вне контроля государства, позволявшего станциям самостоятельно формировать вещательную сетку музыкальных программ. Только в 1997 году, когда популярность государственных радиостанций начала угрожающе падать ввиду возросшей конкуренции со стороны частных коммерческих станций, Управление общественного вещания предприняло ответный шаг, полностью переведя один из своих каналов, «Решет Гимел» (ивр. 'רשת ג‎ — «Третий канал»), на трансляцию израильской музыки и песен; при этом данная станция транслирует только песни на иврите, но не на арабском языке. В конце XX и начале XXI века, помимо «Решет Гимел», популярную музыку транслируют в больших объёмах государственная станция «Решет Бет» («Второй канал») и радиостанция Армии обороны Израиля «Галей ЦАХАЛ», основной штат которой, включая музыкальных редакторов и диджеев, составляют солдаты срочной службы. На протяжении десятилетий «Решет Гимел» и «Галей ЦАХАЛ» проводят хит-парады зарубежных и израильских песен, основанные не на объёмах продаж, а на откликах радиослушателей. Итоги израильских хит-парадов некоторое время были одним из определяющих факторов в развитии музыкальной карьеры исполнителей и формировании публичного музыкального вкуса. В 1997 году в кнессете был выдвинут законопроект «О поддержке израильских песен», в дальнейшем трансформировавшийся в законопроект «О поддержке песен на иврите». Согласно окончательной версии законопроекта, половина транслируемых израильскими радиостанциями песен должна была исполняться на иврите. В новой формулировке законопроект был поддержан парламентариями от еврейских националистических партий, но натолкнулся на сопротивление депутатов-коммунистов и арабов.
В середине 1990-х годов, с развитием в Израиле компаний, поставляющих услуги кабельного и спутникового телевидения, Управление общественного вещания приняло решение о создании ряда специализированных кабельных каналов, включая канал израильской и средиземноморской музыки. Канал ведёт трансляции с 2002 года и входит в обязательный пакет услуг телепровайдеров. Под израильской музыкой подразумевается, согласно лицензии канала, любая музыка со словами на иврите или музыка, сочинённая или исполняемая израильтянами, а также исполненная на территории Израиля (впоследствии было допущено, что до 10 % сетки вещания может занимать музыка, не подпадающая под эти определения).
В 1970-е годы по инициативе американского скрипача еврейского происхождения Айзека Стерна и Культурного фонда Америка-Израиль была создана Концертная сеть, в задачи которой входила популяризация камерной музыки среди израильской публики, в особенности в кибуцах. Эта организация со временем превратилась в фонд «Оманут ла-Ам» (ивр. אמנות לעם‎ — «Искусство для народа») при министерстве культуры Израиля. Уже в 1994 году фонд спонсировал выступления около 30 солистов, около 40 камерных дуэтов, около 20 трио и более 20 квартетов, а также ансамбли аутентичной, современной и этнической музыки, 14 оркестров, восемь взрослых и пять детских хоров и Новую израильскую оперу. «Оманут ла-Ам» сотрудничает примерно со 150 общественными центрами в более чем 70 населённых пунктах (в том числе 14 в арабских населённых пунктах). С 1955 года действует фонд «Шарет», выделяющий стипендии молодым музыкантам.
Особое внимание музыке уделяет Армия обороны Израиля. В первый период существования государства оркестр АОИ и музыкальные ансамбли армии играли центральную роль на музыкальной сцене страны. До настоящего времени продолжают выступления не только военный оркестр АОИ, но и оркестр ВВС Израиля, камерный оркестр Корпуса молодёжного образования и оркестр корпуса ГАДНА, а также ряд ансамблей, сохраняет популярность и станция «Галей ЦАХАЛ», транслирующая популярную музыку.
С 1954 года Премия Израиля присуждается в том числе и за заслуги в сфере музыки. Первым лауреатом Премии Израиля в области музыки стал Эден Партош, а в общей сложности её лауреатами стали почти 20 музыкантов и композиторов, а также (в 1958 году) Израильский филармонический оркестр. В 1994 году премии был удостоен музыковед Ханох Авенари. В 2002 году при министерстве науки, культуры и спорта Израиля была создана по решению кнессета комиссия, в задачи которой входил поиск путей по сохранению ивритской песенной культуры. В 2005 году министерство культуры учредило премию за популяризацию песен на иврите.

### Музыкальное образование
С момента основания государства обеспечение музыкального образования населения было одной из официальных задач правительства Израиля, что выразилось в учреждении поста генерального инспектора по музыкальному образованию при министерстве образования. Со временем вместо отдельной должности был учреждён Музыкальный департамент Совета по культуре и искусству — совещательный орган при правительстве Израиля.
Первые программы музыкального образования в Израиле включали в себя, помимо изучения западной музыкальной культуры, также преподавание песен Земли Израиля, арабской и индийской музыки и традиционной еврейской музыки — в частности, библейской кантилляции. Несмотря на создание этих амбициозных программ, преподавание музыки в школах в первые десятилетия существования Израиля сводилось в основном к разучиванию местных хоровых песен.
С прибытием большой массы музыкантов из бывшего Советского Союза с начала 1990-х годов министерством культуры Израиля была поставлена задача обеспечить базовое музыкальное образование всем учащимся начальных школ. К концу 1990-х годов эта задача была воплощена в жизнь в 57 еврейских и 12 арабских населённых пунктах, в общей сложности для 45 тысяч учащихся. Почти в ста школах действовала программа подготовки к экзамену по музыке, входящему в аттестат зрелости.
К моменту основания Израиля в стране насчитывалось лишь несколько музыкальных учебных заведений, но их число с тех пор постоянно росло. К концу века в Израиле насчитывалось 37 официально признанных государством консерваторий, где 1600 преподавателей обучали около 13 тысяч учеников; как минимум 30 музыкальных учебных заведений, не получивших аккредитации; и множество частных школ и педагогов. Одним из крупнейших высших учебных заведений в стране является Академия музыки и танца, на отделениях которой в Иерусалиме и Тель-Авиве учатся около тысячи студентов. При оркестре АОИ действует музыкальный колледж, предлагающий обучение в объёме 2800 академических часов и дипломы музыкантов и аранжировщиков. Для молодых музыкантов ведущими израильскими мастерами проводятся мастер-классы в музыкальном центре «Мишкенот Шаананим» в Иерусалиме, а при колледже искусств «Тель-Хай» действуют международные мастер-курсы. В 1959 году Лейб Гланц основал Институт еврейской литургической музыки и Академию канторов в Тель-Авиве. С 2004 года действует консерватория в Шфараме, ставшем первым арабским городом Израиля, где открылось такое учебное заведение.
С 1960-х годов в Еврейском университете в Иерусалиме действует кафедра музыковедения имени Артура Рубинштейна, а позже аналогичные кафедры появились в Тель-Авивском университете и Университете Бар-Илана. Подготовку учителей музыки осуществляют училища в Кирьят-Тивоне (при академическом колледже «Ораним»), Тель-Авиве и Петах-Тикве.

### Индустрия звукозаписи
После десятилетий доминирования в израильской звукозаписи фирмы «Хед Арци», на фоне которой терялись немногочисленные записи маленьких компаний, не имевших даже собственных записывающих студий и использовавших студию радиостанции «Коль Исраэль» или делавших записи прямо в концертных залах, ситуация изменилась в середине 60-х годов. В это время в Израиле открыла свой филиал транснациональная корпорация CBS, подписавшая контракты с такими ведущими израильскими исполнителями, как Йорам Гаон и Хава Альберштейн. В ответ фирма была включена в список компаний, бойкотируемых арабскими странами.
Новым шагом в развитии звукозаписи в Израиле стало появление, по примеру западных стран, студий многодорожечной записи, что позволяло добиться улучшения эстетических характеристик записей, но и требовало бо́льших материальных затрат. Маленькие компании звукозаписи, таким образом, были вытеснены с израильского рынка. К 80-м годам на рынке остались монополисты: CBS, представлявшая материнскую фирму Sony Music и EMI; «Хед Арци», эксклюзивно представлявшая Warner Music Group и BMG; и «Фоноколь», представлявшая транснациональную корпорацию PolyGram, а позднее ставшая независимой компанией, владевшей правами на большинство композиций популярного рок- и поп-певца Арика Айнштейна.

### Национальные и международные музыкальные мероприятия
В современном Израиле за год проводится около 70 различных фестивалей, около сорока из которых — музыкальные. Тематика израильских музыкальных фестивалей разнообразна и включает духовную музыку (в том числе классическую литургию), музыку эпохи Возрождения и более позднюю классическую музыку, современный рок, джаз, фолк- и поп-музыку. Значительная музыкальная составляющая входит и в крупнейший из междисциплинарных фестивалей в стране — ежегодный Фестиваль Израиля.
С 1960 года израильское Управление общественного вещания почти каждый год на протяжении четырёх десятилетий проводило Фестиваль израильской песни, представлявший собой конкурс песни национального масштаба, основой программы которого в первые годы проведения были ивритские песни патриотического содержания, впоследствии постепенно вытесненные более лёгким эстрадным репертуаром. В рамках этого фестиваля впервые прозвучали некоторые из песен, впоследствии завоевавших всеобщее признание в Израиле. В то же время некоторые ведущие авторы и исполнители пренебрежительно относились к этому мероприятию, полагая, что голосующая публика не способна адекватно оценить их произведения (Саша Аргов), либо вообще отвергая саму идею песенного конкурса (Йоханан Зарай). Постепенно фестиваль стал рассматриваться с коммерческой точки зрения, участники стали видеть в нём трамплин к получению контрактов, в том числе и в Европе, и с 1978 года он официально получил статус национального отбора к конкурсу Евровидения, в 1981 году сменив в соответствии с этим название. Новые произведения представляют фестиваль ивритской песни в Араде (основу репертуара которого долгое время составляли песни Земли Израиля, по мере коммерциализации уступившие место поп-музыке и року); фестиваль «Джаз на Красном море», проходящий в Эйлате с 1993 года и пользующийся успехом не только у израильтян, но и у зарубежных исполнителей и любителей джаза; и фестиваль танца в Кармиэле, первый раз проведённый в 1988 году и наследующий традициям танцевальных фестивалей в Далии, однако имеющий международный статус. С того же года проводится фестиваль клезмерской музыки в Цфате, привлекающий ежегодно от 10 до 15 тысяч зрителей и получивший репутацию «еврейского Вудстока». Фестиваль «Дни музыки и природы» в посёлке Мисгав в Верхней Галилее объединяет концерты с возможностью прохождения пеших туристических маршрутов. С 1985 года проходит фестиваль «Дни камерной музыки» в кибуце Кфар-Блюм. Из музыкальных фестивалей в арабских населённых пунктах следует в первую очередь выделить крупнейший и известнейший израильский фестиваль литургической музыки в Абу-Гоше (под Иерусалимом), который проходил с 1957 по 1971 год и был возрождён в 1993 году. Одной из площадок фестиваля служит церковь крестоносцев в действующем бенедиктинском монастыре. Также популярностью среди арабской публики пользуются фестивали этнической песни и танца в галилейском городе Тамре и в друзском посёлке Маджд-аль-Круме.
Важной вехой в завоевании Израилем места в мировом музыкальном календаре стало учреждение в 1959 году первого в мире международного конкурса арфистов. Санкцию на проведение конкурса давал лично Давид Бен-Гурион, сочтя, что именно конкурс арфистов наиболее соответствует сложившемуся образу Земли Израильской, родины Давида-арфиста (хотя известно, что библейский кинор арфой не был). Конкурс-триеннале остаётся по сей день одним из престижнейших в мире соревнований молодых арфистов. В 1974 году в Израиле впервые прошёл международный конкурс пианистов. Учредителем конкурса и председателем первых двух жюри стал Артур Рубинштейн, а после его смерти конкурс, проводящийся раз в три года, носит его имя.

#### Евровидение
Хотя географически Израиль не относится к Европе, с 1973 года его представители принимают участие в конкурсе эстрадной песни «Евровидение». За это время израильтяне четырежды побеждали в конкурсе, в том числе дважды подряд — в 1978 и 1979 годах. Первым победителем стал молодой исполнитель Изхар Коэн с песней «А-Ба-Ни-Би», обошедший в том числе знаменитые группы Baccara и Ricchi e Poveri. Этот результат заставил транслировавшее конкурс телевидение Иордании прервать передачу, а позже объявить, что победила Бельгия.
На следующий год конкурс «Евровидения» принимал Иерусалим (что заставило отказаться от участия представителей Турции), и израильтяне одержали вторую победу подряд. На этот раз первенствовала певица Гали Атари в сопровождении группы «Халав у-Дваш» (ивр. חלב ודבש‎ — «Молоко и мёд»), исполнившая ставшую всемирным шлягером (более 400 версий на разных языках) песню «Аллилуйя» Коби Ошрата на слова Шимрит Ор. Среди проигравших Атари соперников была и знаменитая впоследствии группа Dschinghis Khan. В 1980 году Иерусалим мог принимать конкурс второй год подряд, но этого не позволил бюджет Управления общественного вещания, и место проведения перенесли в Гаагу; в итоге в этот год Израиль вообще не принял участия в конкурсе, так как дата его проведения совпала в Израиле с Днём памяти — национальным днём траура. Это единственный случай в истории «Евровидения», когда действующий чемпион не принял участия в следующем конкурсе.
В третий раз израильская представительница Дана Интернэшнел победила на конкурсе «Евровидения» в 1998 году с песней «Дива», во второй раз предоставив право Иерусалиму на проведение финала конкурса на следующий год. В четвёртый раз израильской победительницей конкурса стала Нета Барзилай, первенствовавшая 20 лет спустя с песней «Toy». Помимо четырёх побед, израильские исполнители ещё несколько раз попадали в число призёров конкурса. В начале 1980-х годов дважды подряд израильтяне были вторыми (Ави Толедано в 1982 и Офра Хаза в 1983 году). В 1991 году Орна и Моше Дац (англ. Duo Datz) заняли третье место, а в 2023 году этот результат повторила Ноа Кирель с композицией «Unicorn».

#### «Кохав Нолад»
С 2003 года в Израиле проводится конкурс молодых вокалистов «Кохав Нолад» (ивр. כוכב נולד‎, буквально «Родилась звезда»), схожий с британским конкурсом «Pop Idol» и его американской версией, однако являющийся самостоятельным, а не лицензированным шоу. Конкурс проходит в режиме реалити-шоу на Втором коммерческом канале, его участники — как правило, молодые люди в возрасте около 20 лет или чуть старше — выступают перед судейским жюри. В число судей в разные годы входили авторы-песенники Изхар Ашдот и Цвика Пик и популярные певицы Рики Галь, Мири Месика и Дана Интернэшнел, победительница конкурса «Евровидения». Программа с первого года проведения вызвала интерес у публики и в течение первых трёх лет существования завоёвывала национальный приз «Золотой экран», в том числе в 2003 году как «Шоу десятилетия», а в следующие два года — в номинации «Реалити-шоу».
Некоторые из лидеров конкурса впоследствии продолжали сценическую карьеру. Так, победительница первого сезона Нинетт Тайеб впоследствии сыграла главную роль в музыкальном телесериале «Наша песня», а в 2009 году — в триллере «Стены». Она также выпустила несколько сольных альбомов, первый из которых разошёлся в количестве 20 тысяч экземпляров в первый день продаж. Победитель пятого сезона конкурса Боаз Мауда и призёры первого и второго сезонов Шири Маймон и Арель Скаат представляли впоследствии Израиль на песенном конкурсе «Евровидения».

### Академическая музыка
Помимо симфонических и камерных оркестров национального уровня (Израильский филармонический оркестр, Иерусалимский симфонический оркестр, Израильский камерный оркестр) в Израиле созданы за время независимости многочисленные местные симфонические и камерные оркестры. Симфонические оркестры созданы, среди прочих, в Хайфе (основан в 1950 году), Беэр-Шеве (1976), Раанане (1991), Тель-Авиве (1992), Нетании, Холоне, Ришон-ле-Ционе, Рамат-Гане, Ашдоде, Ашкелоне, Герцлии и Эйлате. Камерные оркестры действуют в Реховоте (с 1985 года), Рамат-ха-Шароне («Каштаниёт», 1991), Гиватаиме (1993), Ашдоде, Рамат-Гане, Холоне, Бат-Яме, Хадере. С 1970 года даёт концерты Киббуцный камерный оркестр, объединяющий музыкантов, живущих в кибуцах по всей стране, с 1984 года — Молодёжный филармонический оркестр, а с 1994 года — оркестр «Авив», в котором играют студенты-репатрианты Академии музыки и Тель-Авивского университета. Среди других известных коллективов академической музыки — Камерный оркестр Армии обороны Израиля и ансамбль «Солисты Галилеи». В 1956 году дирижёр Гари Бертини создал хор «Ринат», в 1975 году получивший статус национального. Другой ведущий академический вокальный коллектив Израиля — Филармонический хор, созданный в своё время как часть ИФО, но впоследствии начавший самостоятельные выступления. Долгое время существуют молодёжные хоры «Анкор» и «Моран», к которым с приездом массовой алии из СССР добавился ещё ряд детских хоров. Ещё одним вокальным коллективом новых репатриантов стал быстро получивший известность хор «Мусика Этерна», специализирующийся на русской литургии. С начала 80-х годов открылась Новая израильская опера, дающая спектакли в новом Центре сценических искусств им. Голды Меир (Тель-Авив), зал которого рассчитан на 1600 зрительских мест.
Значительную роль в расширении географии академической музыки в Израиле сыграла массовая репатриация из стран бывшего Советского Союза, сначала в 1970-е, а затем в 1990-е годы. Йосси Тавор рассматривает алию 70-х годов как ключевой фактор в развитии ИФО и Иерусалимского оркестра радио и телевидения (в частности отмечая роль его дирижёра с 1971 года Юрия Арановича), а также возникновения симфонического оркестра в Беэр-Шеве, где осело значительное количество из приехавших музыкантов и где до этого не ощущалось потребности в собственном симфоническом коллективе. Неоднозначной, по мнению Тавора, была роль репатрианта из Москвы Рудольфа Баршая в судьбе возглавляемого им Израильского камерного оркестра: привив коллективу основы ансамблевой игры, Баршай одновременно засушил изнурительными репетициями игру ансамбля, что привело к временной потере интереса со стороны слушателей. По данным, приводимым Натаном Мишори, около 3 % от общего числа репатриантов были деятелями искусств, из них 70 % — музыкантами. Однако и за период, предшествовавший массовой репатриации из СССР, Израиль представляли за рубежом многие известные дирижёры (в том числе Даниэль Баренбойм, Ашер Фиш, Даниэль Орен и Гари Бертини) и музыканты-солисты — в первую очередь скрипачи (Иври Гитлис, Ицхак Перлман, Пинхас Цукерман, Шломо Минц, Гил Шахам, Мирьям Фрид, Гай Браунштейн) и пианисты (Пнина Зальцман, Мындру Кац, Йосеф Калихштейн, дуэт Браха Эден и Александр Тамир). Оркестры США и других стран исполняют работы израильских композиторов Шуламит Ран, Амнона Вольмана, Яна Радзинского, Рона Едидьи и прочих; в общей сложности к концу двадцатого века в Ассоциации израильских композиторов было около 200 членов, из них порядка 10 % — новые репатрианты. Сам Израиль, в свою очередь, предоставляет концертную площадку ведущим академическим исполнителям и музыкальным коллективам мира. Основными концертными залами Израиля являются иерусалимский Международный конференц-центр (3200 зрительских мест), Центр конгрессов в Хайфе, Центр сценических искусств имени Голды Меир и Культурный центр Манна (более 2700 мест) в Тель-Авиве, Дворец искусств в Ришон-ле-Ционе и Иерусалимский театр, в котором действуют три концертных зала на 750, 450 и 110 мест.
После первых десятилетий независимости академическая музыка Израиля, как и музыкальная культура страны в целом, стала более космополитичной. Это проявилось как в возвращении израильских композиторов после поиска «национальной» музыки к западным традициям, так и в снятии негласного запрета на исполнение музыки одного из двух композиторов, ассоциировавшихся в Израиле с нацистским режимом Германии, — Рихарда Штрауса. После отказа ИФО от исполнения музыки Штрауса и Рихарда Вагнера по инициативе Бронислава Губермана в 1938 году прошло более 40 лет до «реабилитации» Штрауса в 1994 году. В этот год одно из его известнейших произведений, «Так говорил Заратустра», было исполнено оркестром Ришон-ле-Циона под руководством Ноама Шерифа. В то же время неприятие Вагнера по-прежнему сильно в Израиле, и попытки публичного исполнения Израильским филармоническим оркестром его произведений, предпринятые сначала Зубином Метой, а затем Даниэлем Баренбоймом, наталкивались на сильное общественное сопротивление.
Ещё одним новым веянием в академической музыке Израиля, привнесённым с Запада, стало распространение аутентичной музыки, написанной много веков назад и исполняемой на инструментах соответствующих исторических периодов. Первыми, кто начал исполнять аутентичную музыку в Израиле, были репатрианты из СССР, а центром её исполнения стал Иерусалим. Руководителем первого профессионального ансамбля аутентичной музыки в Израиле стал концертмейстер Иерусалимского оркестра Даниэль Фрадкин, затем в центре «Мишкенот Шаананим» начали проводиться курсы старинной музыки, которые читали мастера из-за рубежа. В начале нового века израильские исполнители аутентичной музыки известны за пределами страны, а ансамбль Давида Шемера выступает на европейских фестивалях.

### Популярная музыка
Эстрадная музыка, первые звёзды которой (Това Пирон, Фредди Дура и Александр Яаломи) приобрели звёздный статус ещё во времена британского мандата, постоянно присутствует в музыкальной культуре Израиля. Значительная часть поп-музыки в первые десятилетия существования государства исполнялась военными ансамблями; в частности, именно в военной группе «Хиштрон» начала свою карьеру ведущая певица израильской эстрады Яффа Яркони, прозванная «певицей трёх войн» за свои песни, посвящённые Войне за независимость, Синайской кампании 1956 года и Шестидневной войне. За первые четыре года независимости Яркони записала с компанией «Хед Арци» 400 пластинок, многие из которых, в том числе «Баб-эль-Вад» и «Бе-арвот ха-Негев» (ивр. בערבות הנגב‎ — «В степях Негева»), были посвящены недавно окончившейся войне. Яркони также записывала танго, фокстроты, румбы, буги-вуги и баллады и стала первой, кто начал записывать песни для детей. В целом репертуар Яркони отличался эклектичностью, как и репертуар второго по популярности израильского эстрадного певца 1950-х годов Исраэля Ицхаки: в LP-альбом Ицхаки, выпущенный в 1951 году, вошли ивритские переводы зарубежных танго и вальсов, эстрадных шлягеров, пуэрто-риканской румбы Рафаэля Эрнандеса Марина, болеро, самба, слоуфокс, свинг, румынская дойна и песня на идише.
В 50-е годы происходит вытеснение классической эстрадной песни в Израиле другими жанрами, в особенности песнями Земли Израиля и репертуаром военных ансамблей, а позднее, с развитием израильской рок-музыки, произошло её частичное слияние с традиционными популярными жанрами.

#### Песни Земли Израиля
Израильские музыковеды Регев и Серусси, вслед за доктором Талилой Элирам, разделяют историю песен Земли Израиля на три этапа: золотой век этого репертуара, по их мнению, приходится на первые 60 лет XX века, после чего следуют второй период, охватывающий 70-е и начало 80-х годов, и третий, длящийся с 80-х годов по настоящее время. Таким образом, первые полтора десятилетия существования Израиля были с точки зрения развития этого жанра прямым продолжением периода до основания государства, включая, однако, два важных новых слоя: песни Войны за независимость и песни военных ансамблей 50-х и 60-х годов. Для последних поставляли репертуар и ведущие гражданские авторы, специализировавшиеся на лёгкой музыке, такие как Моше Виленский и Саша Аргов, а их «выпускниками» были создатели популярных гражданских ансамблей «Бацаль ярок» (ивр. בצל ירוק‎ — «Зелёный лук») и «Ха-Тарнеголим» (ивр. התרנגולים‎ — «Петухи»). Особое место в этом жанре занимает творчество кибуцного ансамбля «Геватрон» (ивр. הגבעטרון‎). С момента своего создания в 1948 году «Геватрон» специализировался на исполнении песен кибуцного движения, по содержанию принадлежащих к песням Земли Израиля. Только в начале 60-х годов, благодаря композитору Нахуму Хейману, ансамбль расширил жанровые рамки своего репертуара и именно с этого момента стал известным на национальном уровне. «Геватрон» часто выступал на военных базах и в зонах боевых действий, таким образом разделяя функции военных ансамблей; в истории ансамбля были и зарубежные гастроли, в частности, в США и Гонконге. Начиная с 1961 года «Геватрон» выпустил несколько десятков дисков и был удостоен в 2007 году Премии Израиля.
Второй период начинается, когда песни Земли Израиля становятся «песнями ностальгии», уступив место в центре общественной культурной жизни израильскому року. К этому времени относятся учреждение Фестиваля израильской песни и такие программы центральных радио- и телеканалов, как «Вечера поэтической песни» («Галей ЦАХАЛ», с 1972 по 1980), «Я пел тебе, страна моя» (Израильское телевидение, 1974) и «Тропою песни», среди ведущих которой были известный поэт-песенник Эхуд Манор и композитор и дирижёр Гиль Алдема. Благодаря этим шагам или вне зависимости от них жанр продолжал существовать, и в нём создавались всё новые произведения, в том числе «Аль коль эле» (ивр. על כל אלה‎ — «За всё это») и «Лу ихи» (ивр. לו יהי‎ — «Пусть сбудется») Наоми Шемер. На последнем этапе имеет место определённый синтез рок- и поп-музыки и классических песен Земли Израиля, репертуар которых пополняют такие рок-баллады, как «Арцейну ха-ктантонет» (ивр. ארצנו הקטנטונת‎ — «Наша крохотная страна»), написанная в 1981 году Рами Кляйнштейном на слова Йорама Тхар-Лева для военного ансамбля, но обретшая популярность лишь в 90-е годы, когда её начал исполнять соло сам Кляйнштейн. В направлении синтеза песен Земли Израиля и израильского рока действовали и другие известные деятели: так, в 1970-е годы вышла серия из четырёх альбомов «Добрая старая Земля Израиля», составленных из песен Земли Израиля в исполнении молодых рок-музыкантов и джазистов. Организатором выпуска этой серии стал лидер израильского рока Арик Айнштейн. В 80-е годы произошло возрождение любительских песенных коллективов — «хавурот ха-земер», число которых к началу 90-х годов достигло 250. Центром выступлений «хавурот ха-земер» стал в 1982 году фестиваль в Араде. Впоследствии это мероприятие превратилось в центральный рок-фестиваль Израиля. Уже в начале 90-х годов ещё один шлягер, написанный Узи Хитманом в рамках нарратива песен Земли Израиля, «Кан ноладти» (ивр. כאן נולדתי‎ — «Здесь я родился»), завоевал для Израиля призовое место в конкурсе «Евровидения».

#### Военные ансамбли
Уже в 1948 году, в ходе Войны за независимость Израиля, началось формирование музыкальных и театральных коллективов при воинских частях. За образец были взяты военные ансамбли, существовавшие в вооружённых силах Великобритании в ходе Второй мировой войны (такой ансамбль, под названием «Меэйн зе» — рус. «Откуда это», существовал и при Еврейской бригаде, в которую в основном входили солдаты из Палестины). В стандартный ансамбль входили от 10 до 15 военнослужащих срочной службы (как юноши, так и девушки), исполнявших скетчи и песни, перемежая героическую и шуточную тематики. Армия в первые десятилетия существования Израиля была главным центром социализации молодых граждан, многие из которых были детьми недавних репатриантов, и военные ансамбли были одним из способов привить им ивритскую культуру. Характерной чертой военных ансамблей стала текучесть состава, связанная с процессом увольнения из армии их членов, закончивших действительную службу. «Выпускники» военных ансамблей, составившие себе имя за несколько лет выступлений, часто пополняли ряды уже гражданских музыкальных коллективов или создавали собственные.

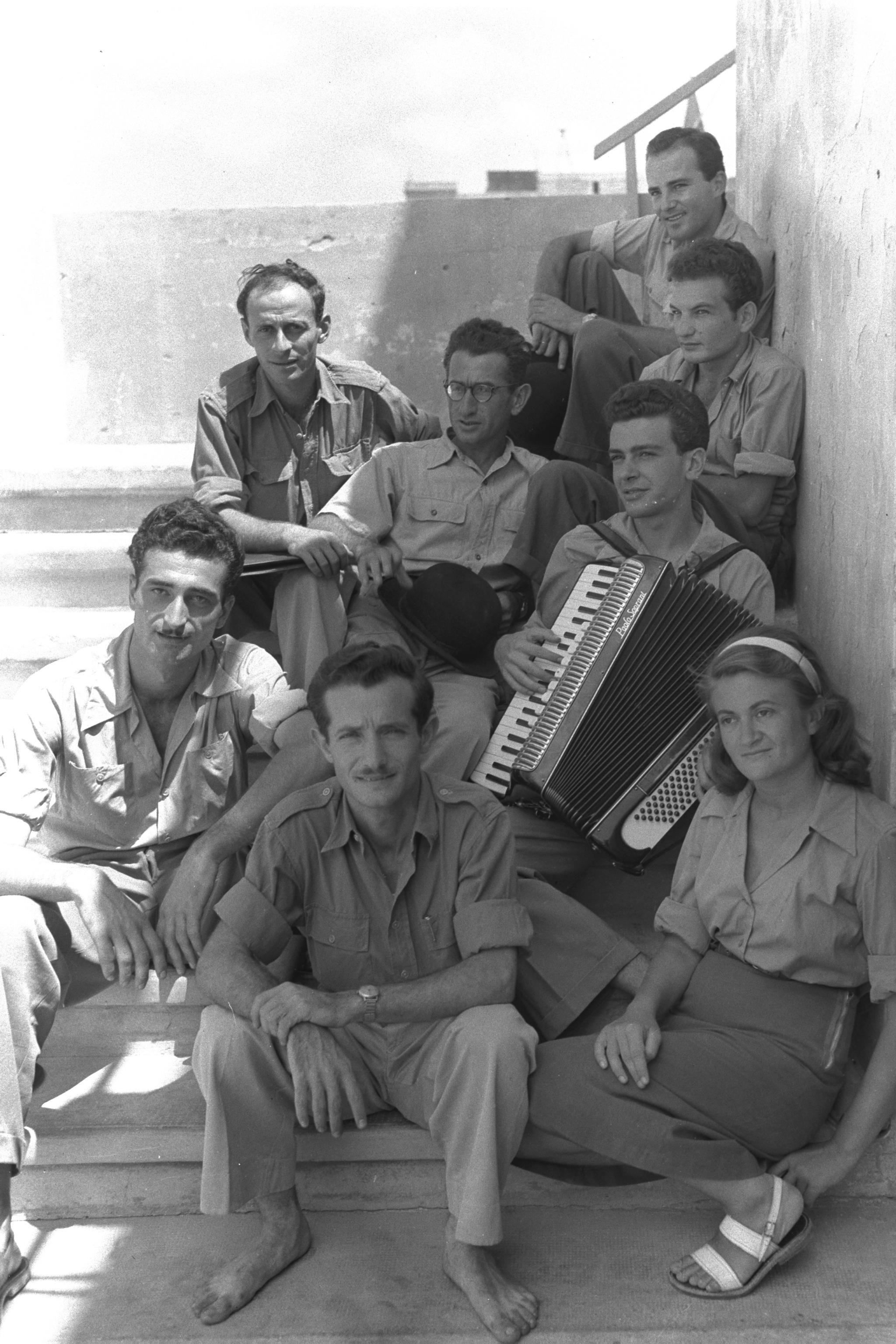
Ансамбль «Чизбатрон», 1949 год

Историю израильских военных ансамблей можно разделить на два периода по стилю исполнения. В первый период (ярким представителем этого периода стал созданный в 1948 году ансамбль «Пальмаха» «Чизбатрон») музыка военных ансамблей была предельно простой и непритязательной, инструментальный состав часто ограничивался аккордеоном и дарбукой. Музыка этого периода испытывала, как указывают Регев и Серусси, влияние французских ансамблей Les Compagnons de la chanson и Les Frères Jacques. Второй период, начавшийся после Шестидневной войны, характеризуют более сложная музыка и инструменты, типичные для рок-групп: электрогитара, бас-гитара, синтезатор и ударная установка. Сильное влияние на музыку этого периода оказывали американские мюзиклы и рок-оперы — в частности, «Волосы». Три ведущих военных ансамбля — ансамбль НАХАЛa, ансамбль Северного военного округа и ансамбль Центрального военного округа — успешно преодолели путь от первого стиля ко второму, сохранив свою популярность на протяжении десятилетий, вплоть до официального роспуска в 1979 году. Самой длинной и успешной была история ансамбля НАХАЛа, сформированного по инициативе актёра Гиоры Манора уже в 1950 году как первый официальный военный ансамбль; в первые годы своего существования это была скорее театральная труппа, ставившая полноценные спектакли, и только в середине 50-х годов она пришла к ставшему с тех пор традиционным формату — попурри из песен и коротких скетчей. В целом, по оценке израильского исследователя Шмулика Теслера, за три десятилетия существования военные ансамбли исполнили 1300 новых песен. После недолгого перерыва уже в 1982—83 годах вновь началось формирование таких групп, но теперь они исполняли в основном готовый репертуар, и новые произведения для них сочиняли редко.
Значительная часть творчества военных ансамблей представляла собой синтез популярных ритмов (латиноамериканские танцы и французский джаз в 50-е годы, рок-н-ролл и твист в 60-е, а позже рок-музыка) с патриотическими текстами; иногда это приводило к курьёзным результатам — таким как исполненный ансамблем Центрального округа в 1963 году «Твист Моледет» (ивр. טוויסט מולדת‎ — «Твист Отчизна»). Другие песни были серьёзными как по содержанию, так и по форме, что создавало трудности при их исполнении по радио вместе с обычными эстрадными шлягерами. Так, в 1968 году на вершине хит-парада оказалась песня «Гиват ха-Тахмошет» (ивр. גבעת התחמושת‎) — суровая баллада о бое с иорданскими войсками за одну из стратегических точек Иерусалима в прошлогодней войне. После этого, однако, музыкальная редакция радио оказалась в сложном положении: казалось, что дальнейшая неизбежная потеря рейтинга будет проявлением неуважения к подвигу героев песни. Поэтому после достижения первого места она была исключена из хит-парада. Позже, по мере того, как ориентация на публику вытесняла патриотические мотивы из песен, они становились всё больше похожи на обычную поп-музыку, и на определённом этапе военные ансамбли даже начали исполнять недвусмысленно антивоенные тексты — такие как «Шир ла-Шалом» (ивр. שיר לשלום‎ — «Песня за мир»), написанная Яаковом Ротблитом и Яиром Розенблюмом в 1969 году и перекликающаяся с хитом мюзикла «Волосы» «Let the Sunshine In». Исполнение этой песни привело к конфликту между руководством ансамбля бригады НАХАЛ и его прямым военным начальством, оказывавшим на группу жёсткое давление с целью заставить её исключить этот номер из репертуара.
Выходцы из военных ансамблей с разной степенью успеха пытались переносить их стиль в гражданскую эстраду. Среди наиболее успешных попыток в конце 50-х годов были группы «Бацаль ярок» (рус. «Зелёный лук») и «Лехакат пикуд Дизенгофф» (рус. «Ансамбль командования Дизенгоффа» — пародия на названия популярных военных коллективов, включающая название богемной улицы Тель-Авива вместо названий военных округов). Самой успешной адаптацией стиля военных ансамблей в гражданской эстраде стало творчество созданной в 1960 году группы «Тарнеголим» (рус. «Петухи»). Эта группа достигла пика популярности в 1963 году с программой, музыка к которой была написана Сашей Арговом на слова Хаима Хефера и Айна (Омера) Гиллеля. Многие из песен военных ансамблей и подражавших их стилю гражданских групп сохранили популярность по настоящее время.

#### Мюзиклы
В 1950-е годы жанр сатирического театрального ревю и кабаре в Израиле приходит в упадок. Освободившуюся нишу музыкального театра заняли мюзиклы. В 1962 году экспериментальный театр в Хайфе поставил ивритскую адаптацию американского мюзикла «Фантастикс». Режиссёром-постановщиком пьесы стал молодой Менахем Голан — в будущем ведущий израильский кинорежиссёр и продюсер. За успехом «Фантастикс» последовали поставленные в театре «Габима» «Нежная Ирма» и «Моя прекрасная леди». Для прижившегося в Израиле жанра был придуман ивритский термин «махаземер» (ивр. מחזמר‎, от «махазе» — пьеса и «земер» — пение). Первым оригинальным мюзиклом на иврите стала пьеса Натана Альтермана и Саши Аргова «Царь Соломон и сапожник Шалмай».
Среди более поздних мюзиклов выделяется «Казаблан» Дана Альмагора и Дова Зельцера на тему этнической дискриминации в израильском обществе (главный герой, выходец из Марокко, влюблён в ашкеназскую девушку). «Казаблан», главную роль в котором сыграл певец сефардского происхождения Йорам Гаон, выдержал 620 представлений, а отдельные песни из него популярны до настоящего времени. Мюзикл и в дальнейшем остаётся в Израиле жанром, в котором синтезируются разные этнические традиции. Примером такого «этнического» мюзикла может служить «Бустан Сфаради» («Сефардский сад») Ицхака Навона (будущего президента Израиля), действие которого развивается на патио дома в старом сефардском квартале Иерусалима, а песни представляют собой переработки традиционных песен на ладино. Впоследствии многие песни из этого мюзикла вошли в постоянный репертуар современных исполнителей на ладино, начиная с диска Йорама Гаона, вышедшего в конце 60-х годов.
В 1960-е годы большинство постановок мюзиклов в Израиле осуществлял продюсер Гиора Годик, в чью труппу входило более двухсот человек. После распада группы Годика в 1970 году жанр переживал застой, что в особенности отразилось в уменьшении количества новых работ (крупные театры предпочитали ставить ивритские адаптации бродвейских хитов). Только в конце 1980-х годов успеха добился мюзикл «Салах Шаббати», основанный на сюжете классического израильского фильма о противостоянии восточных евреев и коренных израильтян-сабр. Музыку к пьесе Эфраима Кишона написала Нурит Гирш, а главная тема мюзикла стала частью постоянного репертуара исполнителей музыки мизрахит.

#### Рок
В первые годы своего существования рок-музыка в Израиле была элементом контркультуры. Национально-ориентированный истеблишмент стремился изолировать общество от веяний западной глобальной культуры, и основные ресурсы направлялись военным ансамблям и исполнителям более традиционной музыки. Хотя новые записи западной музыки были доступны в магазинах и транслировались по радио, последователи западного рока в Израиле стигматизировались как представители «салонной» культуры. Характерным примером непостоянства политики в отношении рок-музыки может служить тот факт, что в 1962 году Клифф Ричард и его группа без проблем получили разрешение на гастроли в Израиле, а спустя три года такое же разрешение не смогли получить «Битлз».
Первыми рок-группами в Израиле были «ритм-группы» (ивр. להקות הקצב‎ — «лахакот ха-кецев»), которые появились в середине 1960-х годов и начинали свою карьеру в клубах и на дискотеках. Значительная часть участников первых ритм-групп принадлежала к среднему классу выходцев из стран Востока, а репертуар состоял из кавер-версий международных хитов. Среди пионеров ритм-групп выделялись «Арайот» (рус. «Львы») братьев Альгранти, «Черчилим» (Ицхак Клептер, чьё прозвище «Черчилль» дало название группе, Хаим Романо, Ами Трибих и Мики Гавриэлов), «Шменим вэ Разим» (рус. «Толстые и худые») с солистом Узи Фуксом и «Сигнонот» (рус. «Стили») с гитаристом Ави Карплом. «Черчилим» развивали жанр «психоделического рока», а затем перешли к более «тяжёлым» разновидностям; в целом эта группа была достаточно академической, что даже позволило им исполнять Баха с ИФО.
Одним из центров раннего израильского рока стала Рамла — город со смешанным арабо-еврейским населением, где создавались группы под названиями «Ха-Шаафтаним», «Ха-Апачим», «Ха-Кохавим» и «Ципорей ха-Эш» (рус. «Амбициозные люди», «Апачи», «Звёзды», «Огненные птицы»). Местные рок-группы создавались также в Тель-Авиве, Яффе и Ришон-ле-Ционе; выступления ведущих групп уже тогда привлекали сотни зрителей, как это было во время выступления «Ха-Кохавим» в тель-авивском солдатском клубе, где, чтобы успокоить разбушевавшихся фанатов, потребовалось вмешательство полиции. Постепенно израильские группы стали переходить с кавер-версий иностранных хитов на оригинальный материал и даже начали давать гастроли за рубежом. Особенно популярны стали «Арайот», чья песня «Our love’s a growing thing» возглавила хит-парад в Израиле.
Хотя уже тогда в рок-группах появляются будущие звёзды израильской популярной музыки (в том числе Цвика Пик и Габи Шушан в группе «Ха-Шоколада» и композитор Илан Вирцберг в беэр-шевской группе «Ха-Раваким»), новый жанр продолжали считать маргинальным, и концерты часто проходили в трущобах, в клубах, где процветала торговля наркотиками. После Шестидневной войны рок-музыка стала рупором неортодоксальных идей, в том числе протеста против оккупации Западного берега Иордана и сектора Газа. Стэн Соломон, канадский солист группы «Черчилим», впрочем, иронично замечает, что это не был настоящий андерграунд — «всего на несколько сантиметров от поверхности земли». Только после появления таких исполнителей, как Шалом Ханох и начинавший с «Черчилим» Арик Айнштейн, глобальные веяния стали приживаться в израильском обществе. В 1969 году Ханох, в это время бывший членом группы «Ха-Шлошарим» (рус. «Хет-трики»), давая интервью журналу «Ха-олам ха-зе», сказал: 

Мне нечего взять у стандартной музыки большинства израильских авторов-песенников. Поэтому я или возвращаюсь к музыке тридцати- и сорокалетней давности, или пытаюсь освоить, а потом и опередить, музыкальные веяния нашего времени.Оригинальный текст (англ.)I have nothing to learn from the standard music of most Israeli songwriters. So I do one of two things: either go back to the music of 30 and 40 years ago, or try to get a hold of, and then move past, the music of our time.
Первый израильский рок-фестиваль собрал пять тысяч зрителей и десятки групп, отобранных после прослушиваний в Тель-Авиве, Иерусалиме и Хайфе. В число участников входили арабская группа из Рамаллы и ансамбль послушников армянского монастыря в Иерусалиме. Первое место заняли «Ха-Кохавим ха-Кхулим». В начале 70-х годов начала выступления первая успешная группа с репертуаром на иврите — «Каверет» (рус. «Улей»), возникшая на основе армейского ансамбля и завоевавшая популярность сразу после войны Судного дня. В первый состав группы входили такие известные, в том числе и в дальнейшем, исполнители, как Дани Сандерсон и Гиди Гов, а также уже игравший в «Черчилим» Ицхак Клептер. Музыка группы представляла собой синтез стилей западной рок-музыки и популярной музыки военных ансамблей, её мелодии были достаточно простыми, а в песнях отсутствовала агрессия, характерная для рок-групп. Образцами для творчества Дани Сандерсона, основного автора двух первых альбомов «Каверет», были песни Allman Brothers Band и Moby Grape, а также жанр рок-оперы. Тексты отличали продуманная близость к повседневной речи и мягкий юмор, позволивший называть Сандерсона «музыкальным Вуди Алленом». За три года выступлений «Каверет» выпустила три альбома, после чего распалась, однако почти все её участники продолжали успешную музыкальную карьеру, во многом определив будущее лицо израильского рока. За «Каверет» последовали несколько популярных групп, в том числе «Тамуз», солистом которой стал в 1975 году Шалом Ханох и которая записала культовый для Израиля альбом «Соф онат ха-тапузим» (ивр. סוף עונת התפוזים‎ — «Конец сезона апельсинов»).
В начале 70-х и начале 80-х годов популярность в Израиле приобретает прогрессивный рок. Шломо Гроних стал одним из пионеров жанра в Израиле, выпустив в 1971 году альбом «Почему мне не рассказала?» (ивр. למה לא אמרת לי‎). В 1975 году он выпустил альбом «Немного по-другому» (ивр. קצת אחרת‎) с Шломо Идовым и Шем-Товом Леви, в 1977 году ставшим одним из создателей популярной группы «Шешет». Рок-музыка этого периода в Израиле была более сложной и авангардной, испытывая влияние британских прогрессивных групп King Crimson, Gentle Giant и Genesis. В 80-е годы на израильской рок-сцене центральное место занимают Иегудит Равиц, бывшая участница группы «Шешет», и Шломо Арци, сыгравшие заметную роль в трансформации израильского рока и отдалении его от музыки военных ансамблей. В 90-е годы начал карьеру Авив Гефен, чьи более традиционные для рок-музыки мотивы безысходности бытия и предательства (в одной из наиболее известных своих композиций он поёт «Мы просранное поколение», ивр. אנחנו דור מזוין‎), а также протест против военщины в сочетании с удачной мягкой мелодикой его баллад позволили ему приобрести широкую популярность среди молодёжи и за семь первых лет выпустить восемь золотых и платиновых альбомов.
С середины 1980-х годов в Израиле развивается альтернативный рок, известный также как «клубный рок» благодаря тель-авивским клубам, предоставлявшим сцену недолговечным альтернативным группам. Популярными становятся стили постпанк и «новая волна». 1991 год стал годом прорыва групп и исполнителей альтернативного рока во главе с Рами Фортисом и Берри Сахаровым, а также молодыми группами «Эйфо ха-йелед» (рус. «Где мальчик»), «Зикней Цфат» (рус. «Цфатские старцы»), «Рокфор» и «Мофа ха-арнавот шель доктор Каспер» (рус. «Шоу кроликов доктора Каспера»). Особо популярной с середины 80-х до середины 90-х годов стала группа «Машина»; её популярность была настолько велика, что под сомнение ставился даже её статус «альтернативной». В этот же период переживает расцвет израильский этнический рок, представлявший собой синтез рока и традиционной средиземноморской и ближневосточной музыки (отдельные исполнители также вводили элементы регги и африканской народной музыки). Исполнители и критики рассматривали этот гибрид как следующую ступень в развитии музыки мизрахит и аутентичный вклад Израиля в жанр этнической музыки. Значительным явлением в этом жанре стали группы Ethnix, а позже Teapacks, и солисты Иегуда Поликер и Эхуд Банай.
Некоторые израильские «металлические» группы получили известность за рубежом. В особенности это касается группы Orphaned Land, основатель которой, Коби Фархи, изначально ориентировался не на местный, а на международный рынок. Первые три альбома группы, выпущенные французской фирмой «Holy Records» между 1993 и 1996 годами, разошлись в общей сложности примерно в 50 тысячах экземпляров — преимущественно в Европе. Благодаря распространению Интернета у группы, песни которой призывают к примирению между народами и религиями, имеются поклонники в Турции и таких арабских странах, как Иордания, Ливан и Объединённые Арабские Эмираты. Музыка Orphaned Land включает в себя элементы не только металлического, но и этнического рока, в композициях используются классические арабские инструменты (уд, саз, дарбука) и записи муэдзинов (равно как и канторов). Этот стиль получил название «ориентал-метал». Классиками метала в Израиле считаются Зеэв Тананбойм и другие создатели группы Salem, выступающей с середины 80-х годов. Несмотря на почтенный возраст, группа, работающая преимущественно в жанре экстремального метала (с элементами дэт-, дарк- и готик-метала), продолжает выпускать новые альбомы и после 25 лет существования; в частности, в 2010 году вышел её седьмой альбом Playing God and Other Short Stories, а год спустя новое издание классического альбома «Кадиш» (ивр. קדיש‎ — «Поминальная молитва»). В музыке группы Melechesh, родившейся в Израиле и позже перебравшейся в Европу из-за обвинений в сатанизме, сочетаются блэк-метал и этнические элементы, а тексты часто включают сюжеты шумерской мифологии (члены группы всячески подчёркивают, что не считают себя израильтянами, а свой стиль называют «месопотамским металом»).
Рок-музыка в различных её формах остаётся популярной в Израиле на протяжении последних десятилетий, чему не смогла помешать даже катастрофа 1995 года на Арадском рок-фестивале, в которой на прощальном концерте группы «Машина» погибли в давке трое подростков.

#### Электронная музыка
Представители израильской электронной музыки пользуются известностью за пределами страны. Одной из первых израильских групп в этом жанре, прославившихся по всему миру, стала группа Astral Projection, работающая в стиле гоа-транс. Став в 1995 году одним из лидеров израильских хит-парадов с компиляционным альбомом Trust in Trance 2, на следующий год группа «завоевала» Европу, а в 1997 году выпустила уже полностью оригинальный альбом Dancing Galaxy, ставший одним из лидеров по продажам за историю жанра транса.

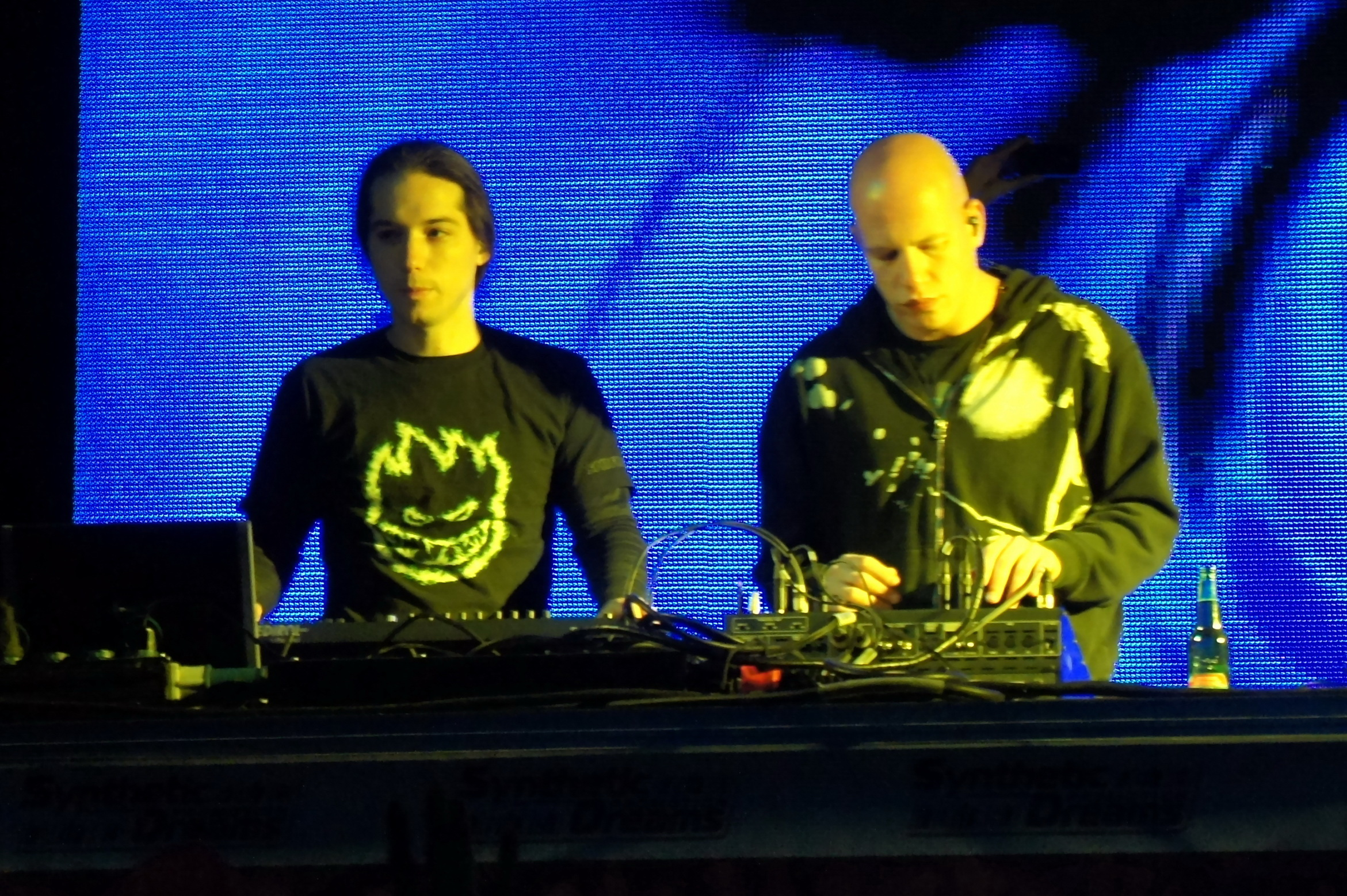
Infected Mushroom в Москве

Ведущий международный журнал в сфере электронной музыки, DJ Magazine, неоднократно включал израильских диджеев в свои ежегодные чарты. Наиболее высоко в этих рейтингах поднимался работающий на стыке тяжёлого рока и психоделического транса дуэт Infected Mushroom (Эрез Айзен и Амит Дувдевани), в 2007 и 2008 годах попадавший в первую десятку. Помимо Infected Mushroom, в рейтинг ста лучших диджеев входили израильтяне Астрикс (лучшее место — 18-е), Яхель Шерман (28-е), Офер Нисим, Solar System и дуэты Astral Projection и Skazi. Большинство из них также работают в жанре транса. Жанр техно представлен в Израиле Гаем Гербером и Шломи Абером, благодаря которым в хит-парад DJ Magazine 2009 года попал тель-авивский клуб «Ха-Оман 17» и которые вместе с вышеперечисленными, согласно Интернет-журналу Israel21c, составляли в 2010 году первую восьмёрку лучших диджеев Израиля.
Омри Хейльброннер, много лет проработавший художественным директором клуба «Ха-Оман 17», считает, что израильский транс представляет собой благодаря группам Infected Mushroom и Skazi самобытное явление, не только не скопированное с мировых образцов, но и само по себе служащее образцом для зарубежных исполнителей.

#### Рэп и хип-хоп
Жанры рэпа и хип-хопа прижились в Израиле в начале 1990-х годов. Одним из пионеров израильского рэпа стала группа «Шабак Самех», записавшая свой первый альбом в 1993 году. Впоследствии члены группы создали свою звукозаписывающую студию. Вслед за «Шабак Самех» лидером израильского хип-хопа стала группа «Ха-Даг Нахаш» (англ. Hadag Nahash). Студийный альбом «Лазуз» (рус. «Двигаться»), выпущенный группой в 2003 году в сотрудничестве с Берри Сахарофом, разошёлся тиражом в 30 тысяч экземпляров. Ещё один известный исполнитель рэпа в Израиле — Муки (англ. Mooke, Mook E, настоящее имя Даниэль Найбургер), бывший участник «Шабак Самех», стиль которого представляет собой гибрид хип-хопа и регги.
Хотя тексты песен «Шабак Самех» были жизнелюбивыми и оптимистичными, повторяя стиль «старой школы» хип-хопа, рэп, как музыка протеста, оказался привлекателен для представителей израильских меньшинств — арабов и новых репатриантов (в частности, из Эфиопии), из числа которых выделились несколько сильных групп и солистов. После начала Интифады Аль-Аксы обострившийся политический конфликт привёл к поляризации взглядов в обществе, что проявилось в возросшей популярности представляющих крайние взгляды исполнителей хип-хопа. Еврейские националистические взгляды представляет рэпер Саблиминал (англ. Subliminal) (Коби Шимони), а позиции арабского населения — группа DAM. Популярность Саблиминала в Израиле достаточно велика: в 2004 году служба BBC сообщала, что его очередной альбом разошёлся платиновым (для Израиля) тиражом более чем в 50 тысяч экземпляров, а по оценкам самого исполнителя (принимавшего в учёт соотношение лицензионных и «пиратских» записей в Израиле) его второй альбом «Свет и Тень» можно найти в каждом четвёртом доме в стране. Напротив, группа DAM, одним из вдохновителей создания которой в своё время был сам Саблиминал, долгое время не могла выпустить ни одного диска, так как её отвергали и израильские, и арабские фирмы звукозаписи (первые по коммерческим, вторые по политическим причинам), так что лидер группы Тамер Нафар вынужден был работать в страховом бизнесе. Только в 2006 году группа, известная своими песнями «Кто тут террорист?» (араб. مين إرهابي‎) и «Здесь я родился» (ивритский текст которой полемизирует с одноимённым израильским шлягером начала 1990-х годов), выпустила свой первый альбом «Преданность»; в 2011 году планировался выход второго альбома. Политике уделяет внимание и группа «Ха-Даг Нахаш», на идеологической шкале располагающаяся, как и Муки (автор хита 2002 года «Все говорят о мире, но никто не говорит о справедливости»), между Саблиминалом и DAM. Так, в 2004 году группа исполнила написанную известным беллетристом Давидом Гроссманом «Шират ха-стикер» (ивр. שירת הסטיקר‎ — «Песнь стикеров»), представляющую собой компиляцию политических лозунгов, расклеиваемых на израильских автомобилях. За два месяца в Израиле были проданы 15 тысяч экземпляров сингла с этой песней.

### Музыка для детей
Детские песни на иврите сочиняли уже в подмандатной Палестине поэт Левин Кипнис — автор сотен детских стихов — и такие композиторы, как Нахум Нарди, Даниэль Самбурский, Пауль Бен-Хаим, Эммануэль Амиран и другие. Среди композиторов периода накануне создания Израиля и первых лет его существования, писавших детские песни, были Мордехай Зеира, Моше Виленский и Наоми Шемер. В период после основания Израиля первой исполнительницей, регулярно записывавшей детские песни (в частности, написанную в 1949 году песню Авшалома Коэна «Агала им суса», ивр. עגלה עם סוסה‎ — «Телега с лошадью»), стала ведущая эстрадная певица страны Яффа Яркони. Активно записывала детские песни и популярная исполнительница 60-х годов Нехама Гендель. В начале 1980-х годов началась массовая продажа записей классических детских песен в современной обработке, центральное место среди которых занял диск «Сто первых песен».

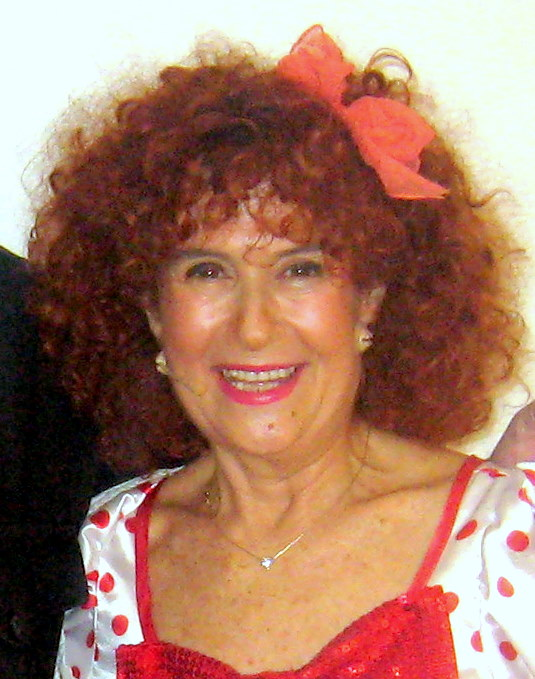
Ципи Шавит

В 1970 году в дни Хануки прошёл первый в Израиле фестиваль детской песни, за образец для которого был взят взрослый Фестиваль израильской песни. Фестиваль состоял из двух частей: в первой детские песни пели популярные взрослые исполнители, а во второй те же самые песни исполнялись детьми. Фестиваль, имевший большой коммерческий успех (были проданы 27 тысяч LP-дисков с песнями, которые на нём исполнялись), в то же время подвергался критике, как оказывающий плохое влияние на детский вкус, и даже вызвал обвинения в эксплуатации детского труда и жестоком обращении с детьми-исполнителями.
Начиная с 1981 года, также во время Хануки, в Израиле регулярно проводится фестиваль детских песен Фестигаль (название которого образовано от слов «фестиваль» и «галь», ивр. גל‎ — «волна»). Первый Фестигаль прошёл в Хайфе, но в настоящее время чаще проводится в Тель-Авиве. Каждый год Фестигаль меняет тематику и мелодию-лейтмотив (с 2002 года такими лейтмотивами становились песни иностранных авторов, текст которых был переведён на иврит). Основу Фестигалей составляют прослушивания и финальные концерты детей-исполнителей в возрасте от пяти до четырнадцати лет; среди лауреатов Фестигалей была в частности будущая эстрадная звезда Шири Маймон. За время проведения Фестигалей в них участвовали многие ведущие авторы и исполнители музыки для взрослых, включая Гиди Гова, Офру Хазу, Риту и Сарит Хадад. Частью программ Фестигалей стали отдельные концерты, посвящённые творчеству ведущих израильских авторов и исполнителей детских песен, среди которых в разные годы были Ципи Шавит, Ривка Михаэли, Узи Хитман и Цвика Пик.

### Религиозная музыка

#### Синагогальная музыка
В Израиле, как государстве, в населении которого преобладают евреи, широко исполняется и развивается синагогальная музыка. В Тель-Авиве с 1959 года работает Академия канторства, основанная Лейбом Гланцем, а в 1984 году в Иерусалиме открылся Институт канторства (первый руководитель — дирижёр Эли Яфе), впоследствии также переехавший в Тель-Авив. Среди наиболее известных израильских хазанов — Нафтали Херштик (кантор Большой синагоги в Иерусалиме), Нисан Коэн-Меламед, Биньямин Унгер, Мордехай Вердигер, Иехошуа Лернер, Ицхак Эшель, Залман Поляк, Моше Штерн, Авраам Прессман.

#### Популярная религиозная музыка
В отдельный поджанр популярной музыки в Израиле Регев и Серусси выделяют поп-музыку, рассчитанную на религиозный сектор. Среди ультрарелигиозных жителей Бней-Брака и иерусалимского района Меа Шеарим популярны клезмерская и хасидская музыка. Отличительной чертой последней является не столько стиль исполнения (который может быть как традиционным, так и современным), сколько спектр затрагиваемых тем. Один из известнейших представителей хасидского рока — «поющий рабби» Шломо Карлебах, чьё творчество представляет собой синтез еврейской духовной музыки и традиций американской поп-музыки и рока.
Ультрарелигиозный сектор во многом обслуживают независимые записывающие компании, собственные магазины и радиостанции. Представители религиозного сионизма, не замкнутые в культурном гетто, потребляют как музыкальную продукцию, рассчитанную на широкие слои светского населения (в первую очередь песни Земли Израиля, пользующиеся в этом кругу особой популярностью), так и узкоспециализированную продукцию, производимую для ультраортодоксов, в том числе клезмерскую и хасидскую поп-музыку. Вкусы этой группы населения во многом отражены в музыкальном репертуаре радиостанции «Аруц Шева» («Седьмой канал»), ассоциируемой с правыми и религиозно-националистическими кругами Израиля. Репертуар проходящего в Израиле Фестиваля хасидской песни характеризуется скорее общей еврейской, в особенности ашкеназской, стилистикой и тематикой, нежели какими-то особыми израильскими чертами. Наконец, представители сефардских религиозных кругов в большой степени являются слушателями музыки мизрахит, причём Регев и Серусси отмечают, что ультраортодоксальные произведения этого жанра в большей степени, чем светские, подвергаются «ашкеназизации» и влиянию хасидского репертуара.

### Музыка национальных и этнических меньшинств

#### Музыка израильских арабов
Израиль, несмотря на значительную долю арабского населения, не является одним из культурных (в том числе музыкальных) центров арабской нации. Роль арабских музыкальных центров в последние десятилетия выполняют Ливан и Египет (среди наиболее известных имён фигурируют композитор и певец Мухаммед абдель-Вахаб, певец Фарид аль-Атраш, певицы Умм Кульсум и Файруз). Именно египетская и ливанская музыка наиболее популярна среди израильских арабов, и она же служит образцом для творчества местных авторов. Возможность легко настроить радио на волны радиостанций соседних арабских стран компенсирует тот факт, что под эгидой израильского Управления общественного вещания действует только одна станция на арабском языке, эфир которой в основном отдан под ток-шоу. В Израиле есть возможность приобрести записи современных арабских исполнителей из других стран, как лицензионные (поступающие непосредственно из Египта и Ливана), так и «пиратские».
На местном рынке арабской музыки в Израиле редко появляются по-настоящему оригинальные популярные произведения. На арабских свадьбах исполняется либо традиционная музыка, либо современные зарубежные эстрадные песни, включая арабские, а израильские музыканты-арабы занимаются выпуском кавер-версий зарубежных хитов. При этом арабская музыка в целом оказала заметное влияние на формирование стиля мизрахит, занявшего в последние десятилетия важное место в мейнстримной культуре Израиля, и песни в этом жанре пользуются популярностью в арабских общинах Израиля, несмотря на то, что исполняются на иврите. Песни же на арабском языке редко транслируются общеизраильскими радиостанциями и телевизионными каналами, оставляя арабскую музыку Израиля в положении периферийного явления. При этом и за пределами Израиля, в арабских странах, её авторы и исполнители оказываются неконкурентоспособны именно в силу проживания в Израиле, а покупательная способность израильской арабской общины и арабского населения Западного берега Иордана и сектора Газа ограничена.
Среди израильских арабских исполнителей и авторов, известных на уровне Израиля и за его пределами, можно отметить в первую очередь музыкантов-инструменталистов — основателя первого в Израиле оркестра классической арабской музыки и аранжировщика мировой классики для народных арабских инструментов, профессора Академии музыки и танца Тайсира Элиаса; Дарвиша Дарвиша, в 2003 году выигравшего международный конкурс исполнителей на уде в Египте; и братьев Жубран, образовавших первое в мире трио исполнителей на уде (англ. Le Trio Joubran). Среди представителей песенных жанров выделяются поп-певица Амаль Муркус и группы, работающие в жанрах хип-хопа (DAM) и рок-музыки («Халас»). В 2009 году на конкурсе Евровидения Израиль был представлен еврейско-арабским дуэтом Ахиноам Нини и Миры Авад, занявшим в финале место в середине таблицы.

#### Музыка мизрахит
С самого начала формирования музыкальной культуры «нового ишува» в Палестине евреи-иммигранты из Европы уделяли значительное внимание музыкальной традиции Ближнего Востока. Элементы арабской мелодики и музыки йеменских евреев нашли отражение в стиле академической музыки, получившем название Восточно-средиземноморской школы, а в 1930-е годы проникли и в популярную музыку, в первую очередь благодаря сотрудничеству композитора Нахума Нарди и представительницы йеменской общины, певицы Брахи Цфиры. Тем не менее для выходцев из Европы музыкальная традиция арабских стран оставалась экзотикой, а йеменские евреи, как указывают Регев и Серусси, в их системе убеждений занимали место «благородных дикарей», которыми можно восхищаться, но чья культура остаётся чужой. Только после основания Израиля, с массовым приездом евреев из стран Магриба и арабских стран Азии, эта музыкальная культура начала становиться по-настоящему популярной, получив название «музыки мизрахит» (букв. «восточной»).
Первыми яркими представителями восточного стиля в израильской музыке стали выходец из Ирака Альберт Шетрит (известный под псевдонимом Фильфель аль-Масри) и марокканский еврей Жо Амар. В песнях первого соседствовали ивритский текст и традиционная арабская музыкальная обработка, что резко отличало их от господствовавших в 1950-е годы в израильской эстраде стилей. Второй исполнял музыку в андалузском стиле, напоминавшем одновременно популярную испанскую музыку (в первую очередь пасодобль) и городскую музыку Марокко; одна из его песен, «Шалом ле-бен доди» (ивр. שלום לבן דודי‎ — «Привет двоюродному брату»), стала позднее одним из первых шлягеров в стиле мизрахит после того, как вышла её кавер-версия в исполнении Зоара Аргова. В 50-е же годы эта музыка практически не звучала на радио и исполнялась в узком кругу «восточными евреями для восточных евреев».
В 1960-е годы место арабской музыки в этнической нише израильской музыкальной культуры заняла греческая, расцвет которой связан с огромной популярностью греческого певца Ариса Сана, часто выступавшего в Израиле. Греческие исполнители были частыми гостями израильских ночных клубов, а греческий колорит прочно вошёл в музыкальную культуру репатриантов из стран Востока. В частности, популярным стал быстрый струнный перебор-стаккато на электрогитаре на высоких нотах, имитировавший звук бузуки; с тех пор этот приём остаётся одним из основных у ведущих исполнителей музыки мизрахит.

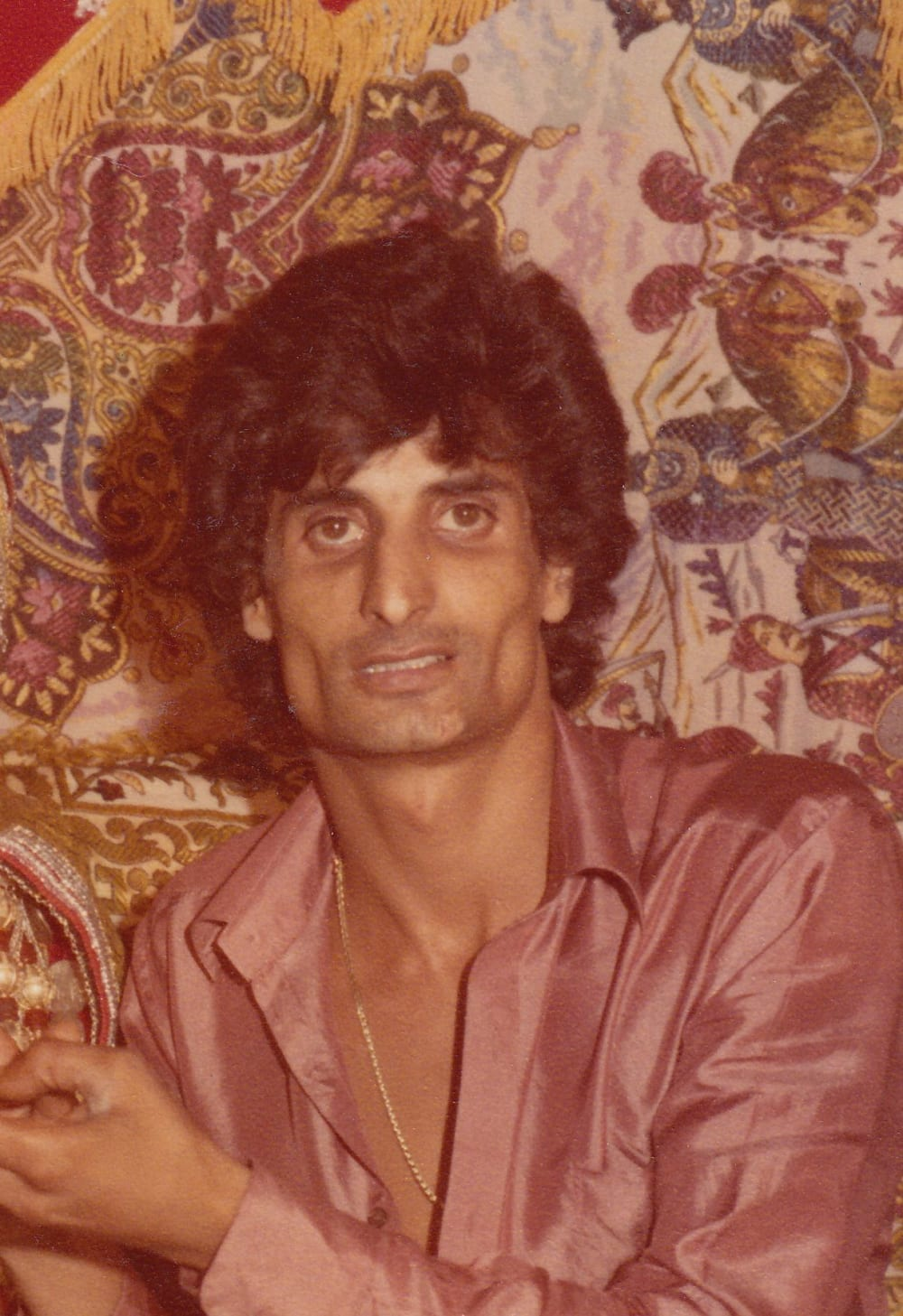
Зоар Аргов

Восточный стиль в популярной музыке долго не мог стать частью общей израильской культуры. Этот стиль, презрительно именовавшийся «музыкой кассет» и «музыкой Центральной станции» (по месту, где в Тель-Авиве легче всего было приобрести записи такой музыки на кассетах с открытых лотков), критики, представлявшие ашкеназскую интеллигенцию Израиля, открыто называли безвкусным. Тем не менее музыка мизрахит продолжала исполняться в ночных клубах и кафе, и в 70-е годы началось формирование эстрадных ансамблей, самыми известными из которых стали «Лехакат цлилей ха-керем» (рус. «Звуки виноградника» — в честь тель-авивского йеменского района Керен ха-Тайманим) и «Лехакат цлилей ха-уд» (рус. «Звуки уда»). В 1971 году по инициативе директора фольклорного отделения «Коль Исраэль» Йосефа Бен-Исраэля Управление общественного вещания провело первый в Израиле фестиваль восточной песни, а в 1979 году мероприятия этого фестиваля впервые транслировало национальное телевидение. Именно в рамках этих фестивалей получили известность будущие звёзды стиля мизрахит, в том числе победитель 1982 года Зоар Аргов. По мере развития жанра в 80-е и 90-е годы в нём слились ориентация на европейскую эстраду (в том числе стандартный западный набор инструментов), общеизраильские культурные коды и восточный (или «средиземноморский») музыкальный колорит, проявлениями которого стали вибрирующие голосовые «завитушки» на долгих нотах, особенно в конце музыкальных фраз, цикличный ритмический рисунок, напоминающий арабский музыкальный фольклор, нарочитая гнусавость пения и стёртая грань между мажорными и минорными тональностями.
Ведущим исполнителем стиля мизрахит в 1980-е годы стал Хаим Моше — сын йеменских евреев, чьи выходившие на кассетах сборники песен расходились тиражами от 30 до 200 тысяч экземпляров (самой успешной стала кассета 1983 года «Любовь моей жизни», выход которой знаменовал выход Моше на национальный уровень). Моше не ограничивал своё творчество только стилем мизрахит — с ним сотрудничали ведущие ашкеназские авторы Нурит Гирш, Наоми Шемер, Ицхак Клептер и Узи Хитман. Короткой, но яркой была эстрадная карьера Зоара Аргова, в отличие от Моше, не пытавшегося «наводить мосты» с ашкеназским культурным истеблишментом, но также исполнявшего и классические «песни Земли Израиля», и европейские баллады. Аргов покончил с собой в тюрьме в 1987 году, через семь лет после начала карьеры, в ходе следствия по обвинениям, связанным с наркотиками. Эта безвременная смерть привлекла особое, хотя и запоздалое, внимание к его творчеству и послужила катализатором дальнейшей легитимации стиля мизрахит. Могила Аргова стала местом паломничества, подобно могилам западных рок-звёзд, а его памяти были впоследствии посвящены пьеса «Король» и художественный фильм «Зоар».
Вслед за Моше и Арговом центральной фигурой стиля мизрахит стал композитор и исполнитель Авиху Медина, посвятивший значительную часть своего времени популяризации этого стиля и борьбе с культурной дискриминацией, якобы координируемой ашкеназским истеблишментом. Целям популяризации и продвижения музыки мизрахит посвящена также деятельность организации АЗИТ (ивр. עזי"ת - עמותת הזמר הים תיכוני‎ — Общество средиземноморской песни). В 1990-е и 2000-е годы музыка мизрахит фактически перестала быть музыкой отдельной этнической группы, став частью мейнстримной израильской поп-культуры. Окончательно стиль мизрахит вписался в общеизраильскую культурную палитру благодаря популярным поп- и рок-исполнителям, таким как Офра Хаза, завоевавшая себе имя более традиционным репертуаром, а затем добавившая в него восточный колорит, и работающие в жанре этнического рока группы «Ethnix» и «Teapacks», включившие в свои композиции элементы мизрахит и арабские народные инструменты, распознав коммерческий потенциал этого стиля. Лицом стиля мизрахит конца 90-х годов и начала нового века стал бывший футболист, а затем рок-певец Эяль Голан.

#### Русская община: бардовская песня
Специфичной для музыкальной культуры выходцев из СССР является так называемая авторская или бардовская песня. После открытия свободного выезда в Израиль туда прибыли не только многочисленные поклонники бардовской песни, но и ряд известных исполнителей. Гражданином Израиля является Юлий Ким, последние годы жизни в этой стране провёл Евгений Клячкин, в Израиле проживают около десятка лауреатов и дипломантов Грушинского фестиваля авторской песни, в том числе двукратные — Антонина Клевцова (Антония Запольская), Яков Коган и Фёдор Горкавенко (Тедди Горен). В Израиле действуют три творческих коллектива авторской песни: театр песни «Мерхавим» (художественный руководитель Борис Бляхман), «МАРТ» (название образовано из первых букв фамилий участников основного состава — Мишурова, Армяча и Тимченко, с которыми выступает также Наум Шик), а также трио супругов Менделевых и Вита Гуткина. В городах с большой русскоязычной общиной действуют клубы самодеятельной песни, старейшими из которых являются «Хайфские пещеры» (руководитель — Евгений Гангаев) и иерусалимский КСП «Шляпа» (руководитель — Марина Меламед).
Уже к 1995 году в Израиле стали проводиться небольшие по масштабу слёты любителей авторской песни в парке Вингейт рядом с Нетанией и в иерусалимском парке Ган-Сакер. В 1995 году был проведён первый всеизраильский слёт на пляже Хоф-Дуга на озере Киннерет. Фестиваль, получивший название «Дуговка», стал традиционным и до 2001 года прошёл 13 раз. Постепенно из всеизраильского он стал международным, среди его участников, помимо Юлия Кима, были также Борис Вахнюк, Александр Дулов, Ольга Залесская, Юрий Лорес, Тимур Шаов и другие известные авторы из стран бывшего СССР. После того, как «Дуговка» перестала проводиться, слёты проходили в Беэр-Шеве («Бардюга»), Ашдоде («Дюна»), а впоследствии в Ган Ха-Шлоша (Сахне) («Сахновка»). «Сахновка» проводится раз в полгода и, как и «Дуговка», быстро стала международным фестивалем, привлекая таких авторов, как Алексей Иващенко, Александр Мирзаян, Елена Фролова и прочие. Помимо фестивалей, ведущие барды из-за рубежа часто посещают Израиль с гастролями наравне со звёздами других музыкальных жанров.
Как и век назад, когда на музыку восточноевропейских народных и авторских песен сочинялись слова на иврите, бардовские песни в современном Израиле также переводятся на иврит. Уже в 1976 году в Израиле вышел виниловый диск «Друзья отправляются в путь. Голос надежды», на котором были собраны 14 песен Окуджавы, Галича и Высоцкого в переводе на иврит (считается, что песня Высоцкого «Москва-Одесса», вошедшая в этот альбом, стала первой записью его произведения не на русском языке). Автором переводов был сын премьер-министра Моше Шарета Яаков — бывший израильский дипломат в Москве, высланный из СССР в 1961 году за «шпионскую деятельность» и «распространение антисоветской и сионистской литературы». Музыкальная аранжировка была подготовлена Михаилом Блехеровичем. Среди современных авторов, пишущих на обоих языках, — уроженец Ленинграда Эли Бар-Яалом, приехавший в Израиль в детстве и одинаково свободно владеющий ивритом и русским языком. Значительное число переводов классиков русской бардовской песни сделано Зеэвом Гейзелем, исполняет свои переводы песен Владимира Высоцкого популярный эстрадный певец Аркадий Духин — также выходец из СССР. В начале XXI века был создан проект «Коль од ха-Арец тануа» (ивр. כל עוד הארץ תנוע‎ — свободный перевод «Пока Земля ещё вертится»); в рамках проекта выпущен диск и действует Интернет-сайт, на котором размещаются переводы на иврит русских бардовских песен.